# Liste de personnalités nées à Toulon
Cette liste non exhaustive répertorie des personnalités nées à Toulon, en région Provence-Alpes-Côte d'Azur, en France, en suivant un classement par ordre alphabétique. Pour chaque personnalité; sont donnés : le nom, l'année de naissance, l'année de décès le cas échéant, ainsi que des précisions sur les qualités ou professions des personnes citées.
Vous pouvez vous aider de l'article Catégorie:Naissance à Toulon.
- Haut – A
- B
- C
- D
- E
- F
- G
- H
- I
- J
- K
- L
- M
- N
- O
- P
- Q
- R
- S
- T
- U
- V
- W
- X
- Y
- Z

## A

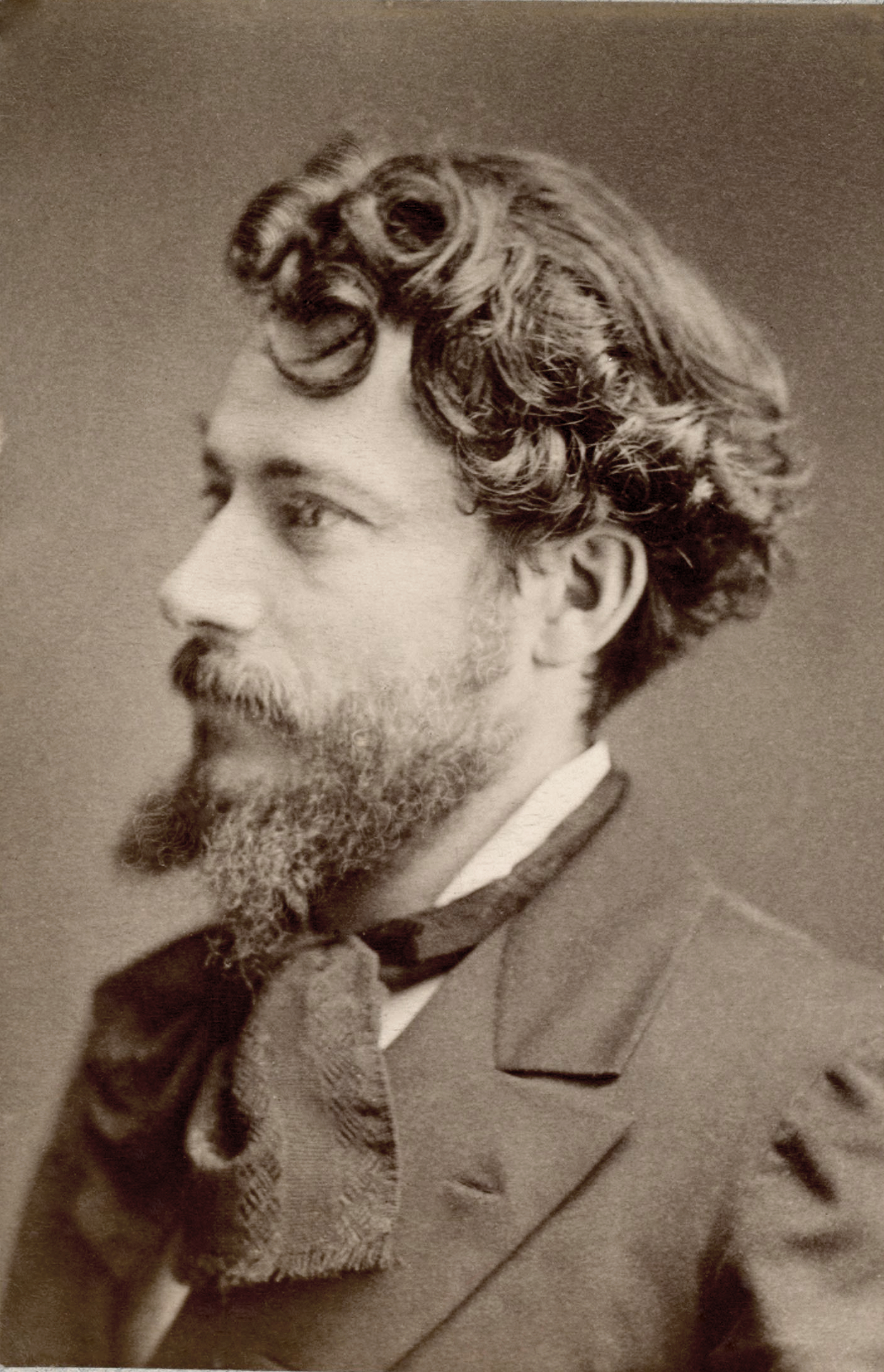
Jean Aicard

- Jean-Baptiste Abel (1863-1921), homme politique
- Jean-Marie Abgrall (1950), médecin psychiatre, criminologue
- Louis Charles Marie Aguillon (1842-1935), ingénieur français.
- Jean Aicard (1848-1921), écrivain et académicien
- Auguste Aiguier (1814-1865), peintre
- André-Joseph Allar (1845-1926), sculpteur français
- Stanislas Gaudensi Allar (1841-1904), architecte français
- Stanislas Amand (1964), photographe français
- Jordan Amavi (1994), footballeur
- Joseph-Marie Amiot (1718-1793), jésuite et sinologue
- Gabriel Amoretti (1861-1947), peintre
- Frédéric Amouretti (1863-1903), poète et journaliste
- Jean-Claude Amoureux (1956), ancien athlète, entraîneur de volley-ball
- Frédéric Andrau, acteur et un metteur en scène
- David Andréani (1976), footballeur
- Edwige Antier (1942), pédiatre et femme politique
- François Arène (1794-1852), homme politique
- Frank Arnal, (1950-1993), historien, enseignant et journaliste
- Lucien Arnaud, (1897-1975), acteur
- Michèle Arnaud, (1919-1998), chanteuse, productrice et réalisatrice
- Frédéric Arniaud (1981), joueur de rugby à XV français
- Christian Astolfi (1958-), écrivain
- Théophile Aube (1826-1890), ancien ministre de la Marine
- Émile Audiffred, (1894-1948), librettiste et parolier
- Jean Autric (1871-1916), capitaine de frégate, mort pour la France.
- Joël Anglès d’Auriac (1922-1944) routier scout de France, victime du STO, décapité par la Gestapo

## B

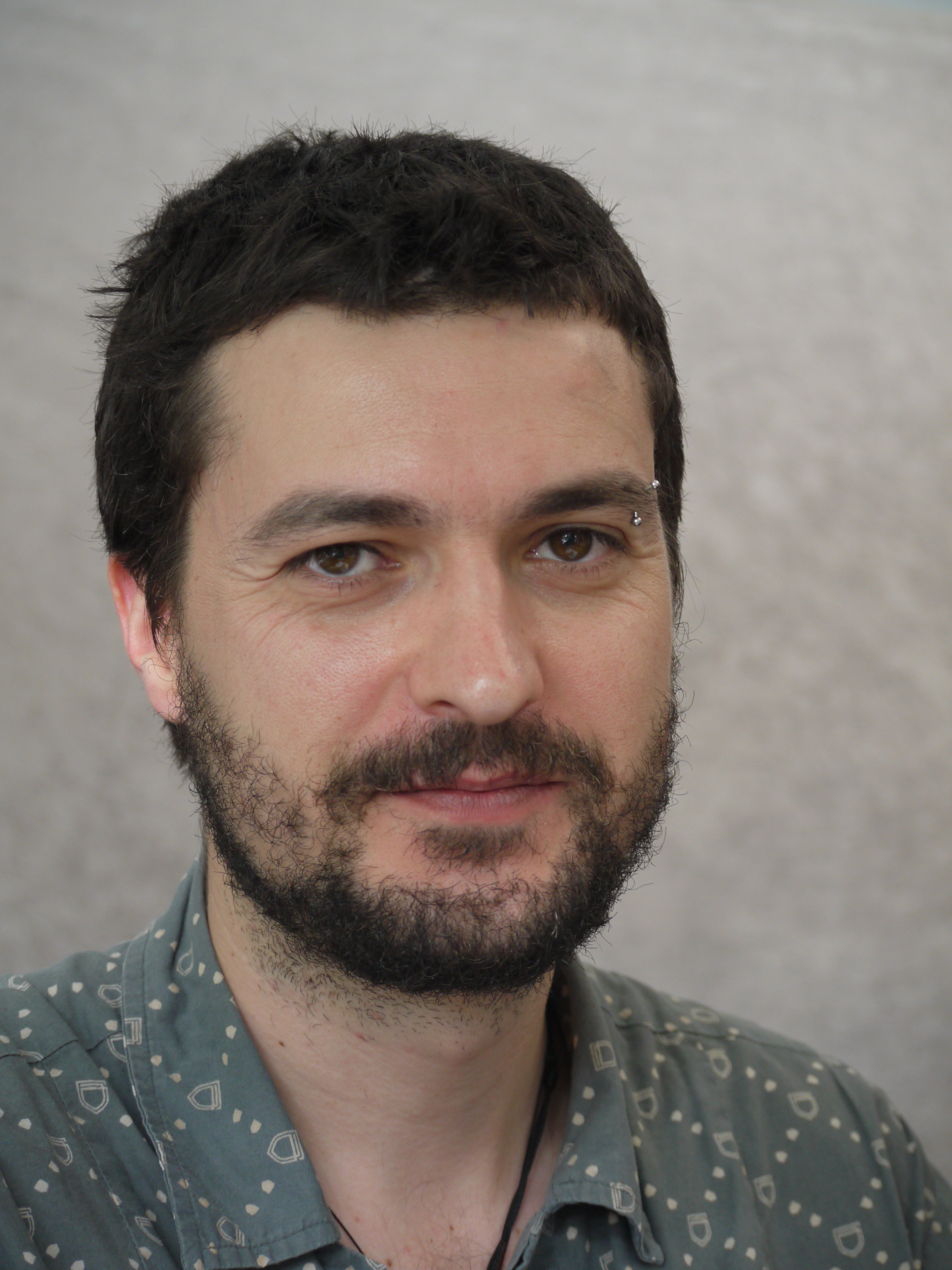
Guillaume Bianco

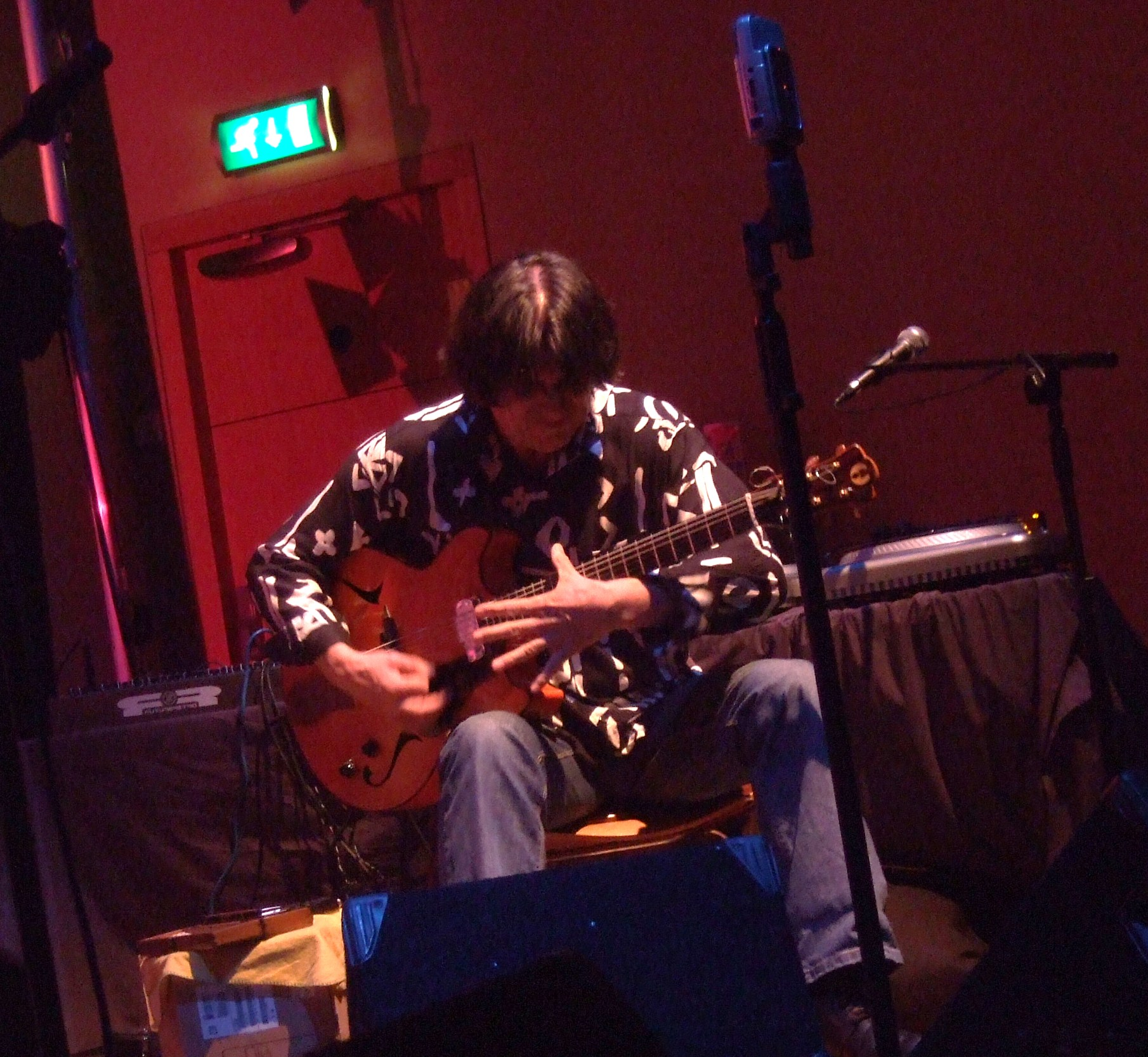
Raymond Boni

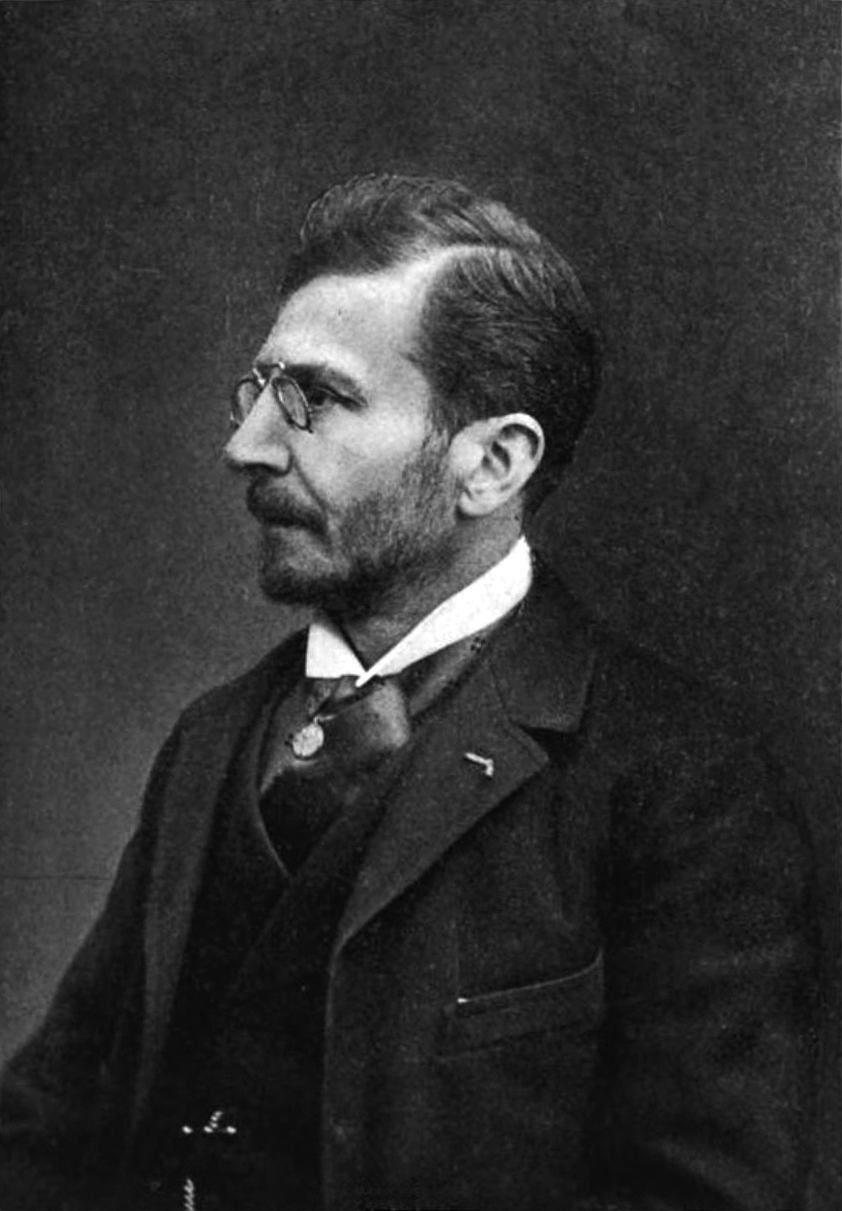
Ferdinand Brunetière

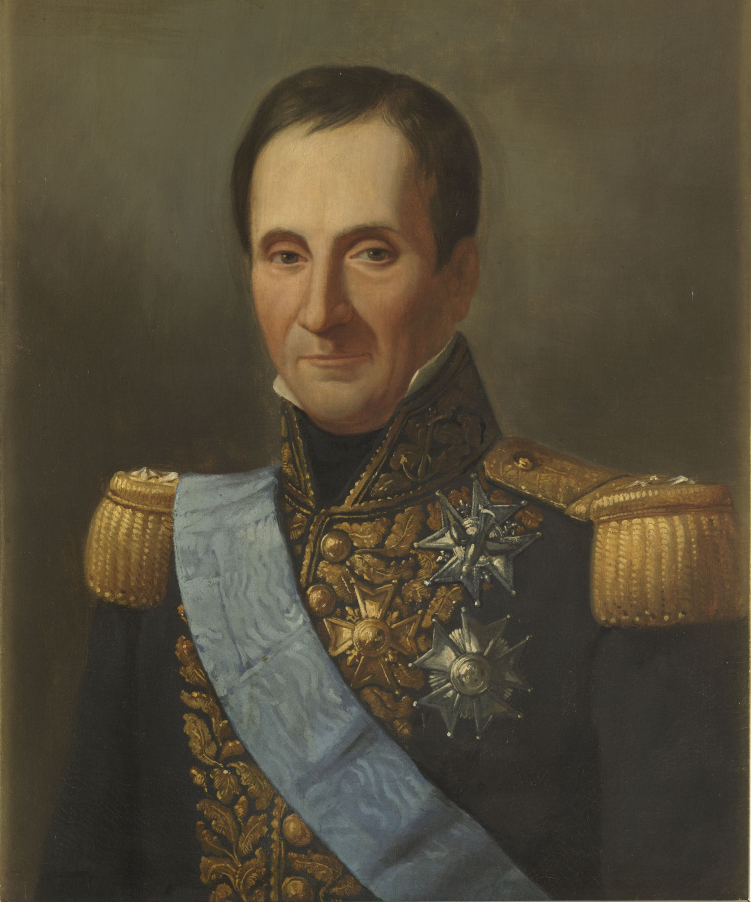
Édouard Thomas Burgues de Missiessy

- Eugène Baboulène (1905-1994), peintre figuratif
- Michaël Baigneaux (1972), plasticien
- Henri Baillardel de Lareinty (1824-1901), homme politique
- Marius Bar (1862-1930), photographe
- Michel Bardinet (1931-2005), acteur
- Bernard Barresi (1962), célèbre braqueur
- Jean Bartolini (1899-1977), homme politique et ancien maire de Toulon
- Ange Bastiani (1918-1977), écrivain
- Marcel Bayle (1926-2000), homme politique
- Félix de Beaussier (1650-1724), officier de marine
- André Beaussier de Châteauvert (1698-1774), officier de marine
- Louis-André de Beaussier de Châteauvert (1724-1789), officier de marine
- Louis-Joseph de Beaussier de l'Isle (1701-1765), officier de marine
- Gilbert Bécaud (1927-2001), chanteur et compositeur
- Boris Bede (1989), joueur de football américain
- Théo Belan (1992), joueur de rugby à XV
- Bruno Bellone (1962), ancien footballeur
- Joseph Bernard de Chabert (1724-1805), marin, géographe et astronome
- Charles Honoré Berthelot La Villeheurnois (1750-1799), homme politique
- Emmanuel Bertin (1963), sportif, inventeur du kitesurf dans les années 1990
- Paulin Bertrand (1852-1940), peintre et sculpteur
- Élise Bertrand (2000), violoniste et compositrice
- Jean-Claude Berutti (1952), metteur en scène et homme de théâtre
- René Besse (1891-1947), homme politique
- Guillaume Bianco (1976), dessinateur et scénariste de bande dessinée
- Fred Bianconi (1966), acteur
- François Billard (1948), journaliste, musicologue et écrivain
- Julien Billaut (1981), kayakiste
- Jérôme Bisson (1807-1889), général, grand-croix de la Légion d'honneur
- Joseph Félix Blanc (1872-1962), missionnaire et évêque
- Carl Blasco (1971), triathlète
- Jean Blondel (1929), spécialiste en science politique des politiques comparées
- Pierre Boeswillwald (1934), musicien élecroacousticien et concret
- Véronique Boiry (1948), illustratrice
- Raymond Boni (1947), guitariste et compositeur français de jazz
- Philippe Bonifay (1959), scénariste de bande dessinée
- Carine Bonnefoy (1974), pianiste de jazz, compositrice, arrangeur, chef d'orchestre
- Firmin Bonnus (1924-1970), ancien joueur de rugby à XV
- Michel Bonnus (1915), ancien joueur de rugby à XV
- Patrick Boré (1956-2021), homme politique français
- Suzanne Borel (1904-1995), diplomate
- Paul Borrelli (1959), artiste et auteur
- Jean-Jacques Bortolaï (1956), chanteur
- Nasser Boucenna (1978), footballeur
- Farid Boudjellal (1953), auteur de bande dessinée
- Bernard Boudouresques (1923), prêtre de la Mission de France, polytechnicien et ingénieur
- Charles Bouge (1763-1826), colonel du Premier Empire
- Louis Joseph Bouge (1878-1960), administrateur colonial français
- Casimir Bouis (1843-1916), journaliste, écrivain et homme politique français
- Lucien Bourgeois (1907-1968), homme politique
- Paul Boyer (1861-1908), photographe
- Victor Brémond (1880-1972), homme politique
- Charles Brun (1821-1897), ingénieur de la Marine nationale
- Jacques-Félix Brun (1763-1831), sculpteur de marine à l'Arsenal
- Valentin Brunel (Kungs) (1996), disk-jokey
- Florence Brunet (1959-2008), actrice
- Ferdinand Brunetière (1849-1905), célèbre critique littéraire et académicien
- Virgile Bruni (1989), joueur de rugby à XV
- Élisabeth Buffet (1965), humoriste
- Wilfried Bulgare (1985), footballeur
- Édouard Thomas Burgues de Missiessy (1756-1837), amiral
- Robert Busnel (1914-1991), joueur et entraîneur de basket-ball

## C

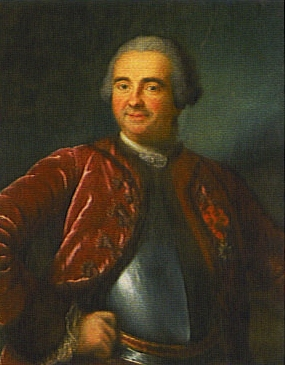
Gaspard-Joseph Chaussegros de Léry

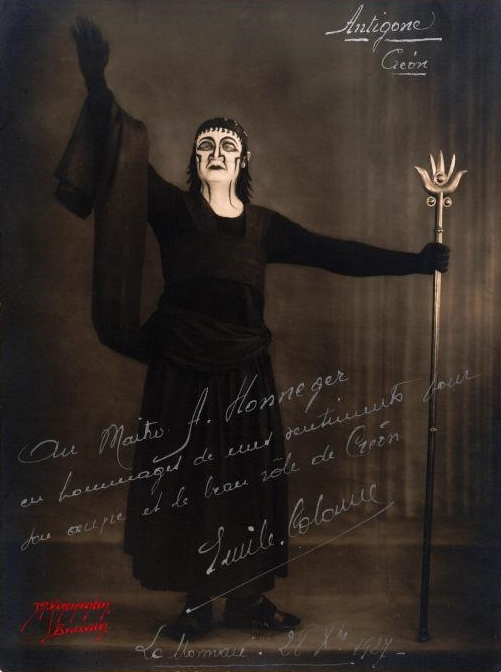
Émile Colonne

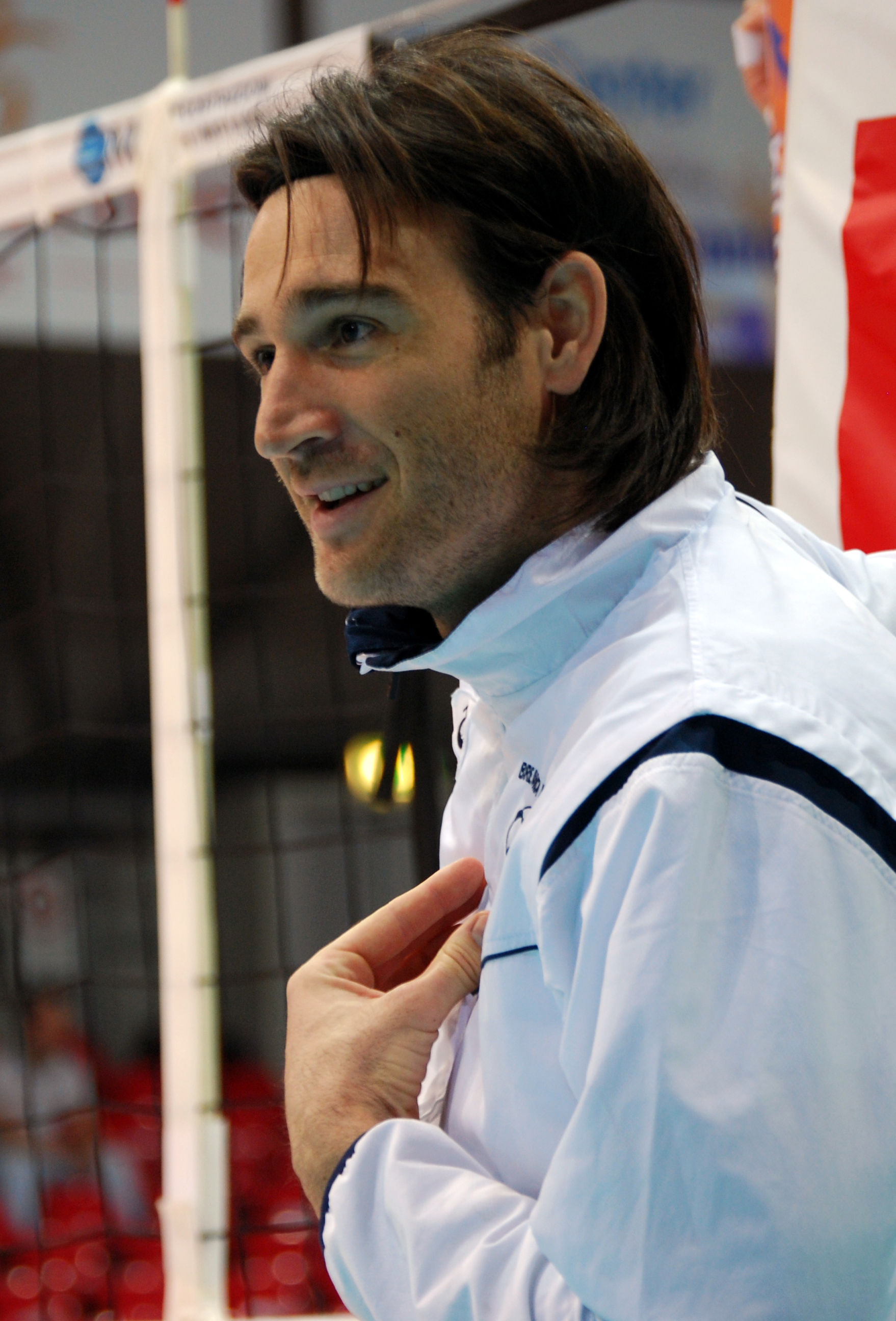
Bertrand Carletti

- Marie-Catherine Cadière (1709-?), mystique
- Lionel Cali (1985), sportif de haut niveau dans le domaine du kick-boxing.
- Christian Califano (1972), ancien joueur de rugby à XV
- Oliver Campana (1968), chanteur
- Jean Canolle (1919-2009), écrivain et scénariste
- Maurice de Canonge (1894-1979), réalisateur, acteur et scénariste
- Pierre Cardo (1949), homme politique
- Bertrand Carletti (1982), joueur de volley-ball
- Cyril Cassèse (1972), footballeur
- Louis Cauvin (1816-1900), peintre
- Éric Champ (1962), ancien joueur de rugby à XV
- Jean-Pierre Chanod (1955), écrivain
- Pierre Chappaz (1959), homme d'affaires
- Joseph Charbonnier (1751-1808), homme politique
- Michèle Chardonnet (1956), athlète
- Guy Charmot (1914), militaire français, compagnon de la Libération
- Eric Charon (1961), journaliste
- Gaspard-Joseph Chaussegros de Léry (1682-1756), officier d'infanterie de l'armée et ingénieur militaire
- Victor Chauvet (1788-1834), poète et auteur dramatique
- Rémy Chauvin (1913-2009), biologiste et entomologiste
- Olivier de Chazeaux (1961), avocat et homme politique
- Rudy Chéron (1981), joueur de rugby à XV
- Pierre de Chevigné (1909-2004), colonel et homme politique, ministre de la IVe République et Compagnon de la Libération
- Xavier Chiocci (1990), joueur de rugby à XV
- Julien Chouquet (1987), joueur de rugby à XV
- Valérie Chrétien (1969), ancienne nageuse et triathlète
- Sandie Clair (1988), coureuse cycliste
- Émile Claude (1861-1936), ancien professeur agrégé de mathématiques et ancien maire de Toulon
- Magali Clerc (1980), joueuse de basket-ball
- François Étienne Victor de Clinchamp, (1787-1880), peintre
- Louis Colombani (1931), homme politique
- Roger Colombani (1924-2009), journaliste
- Michel Colonna d'Istria (1958-2002), journaliste
- Émile Colonne (1885-1970), chanteur d'opéra
- François Coreil (1863-1945), ancien député du Var
- Lucio Costa (1902-1998), architecte et urbaniste brésilien
- Émile Coste (1862-1927), escrimeur champion olympique de fleuret lors des Jeux olympiques de 1900 à Paris
- Patrik Cottet-Moine 1964, mime, chanteur, comédien et bruiteur.
- Famille Coulomb, famille de constructeurs navals toulonnais
- Vincent Courdouan (1810-1893), peintre paysagiste
- Jean-Michel Cousteau (1938), océanographe et explorateur
- Philippe Cousteau (1940-1979), plongeur et explorateur
- Bernard Cunéo (1873-1944) : chirurgien et professeur de médecine
- Noel Curnier (1977), est un ancien joueur de rugby à XV

## D

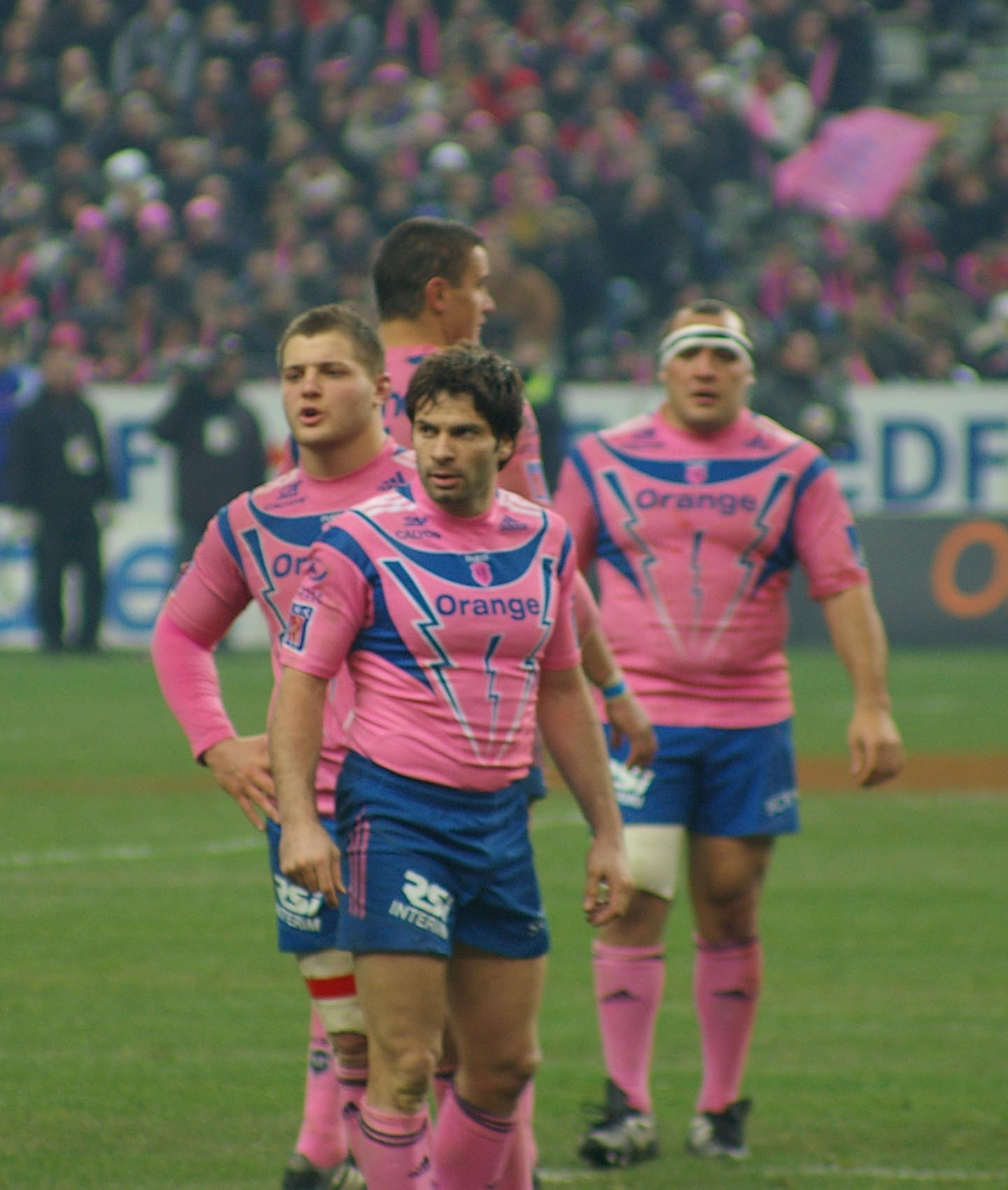
Christophe Dominici

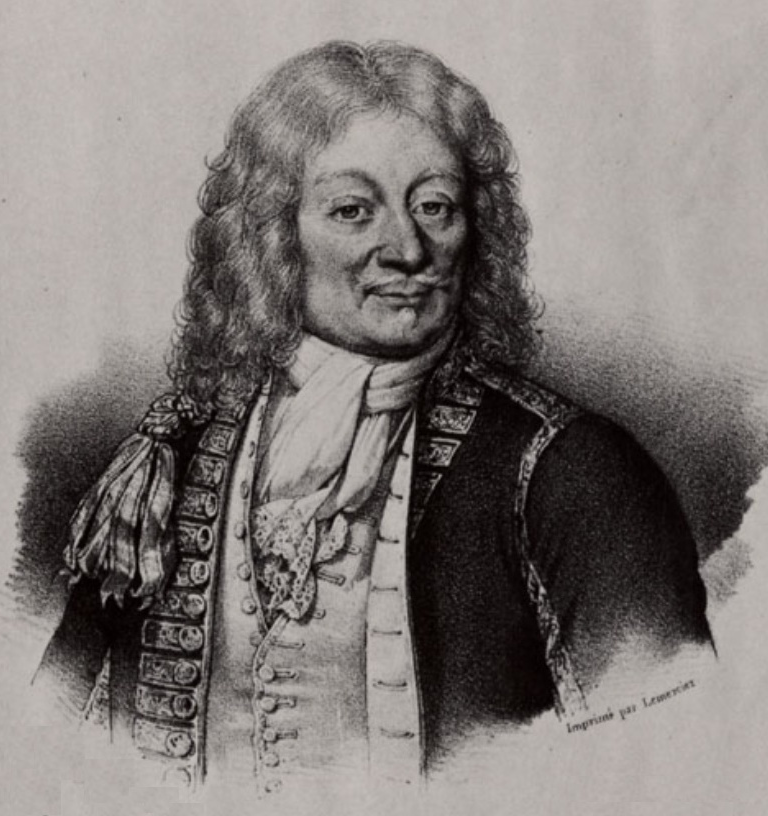
Michel-Ange Duquesne de Menneville

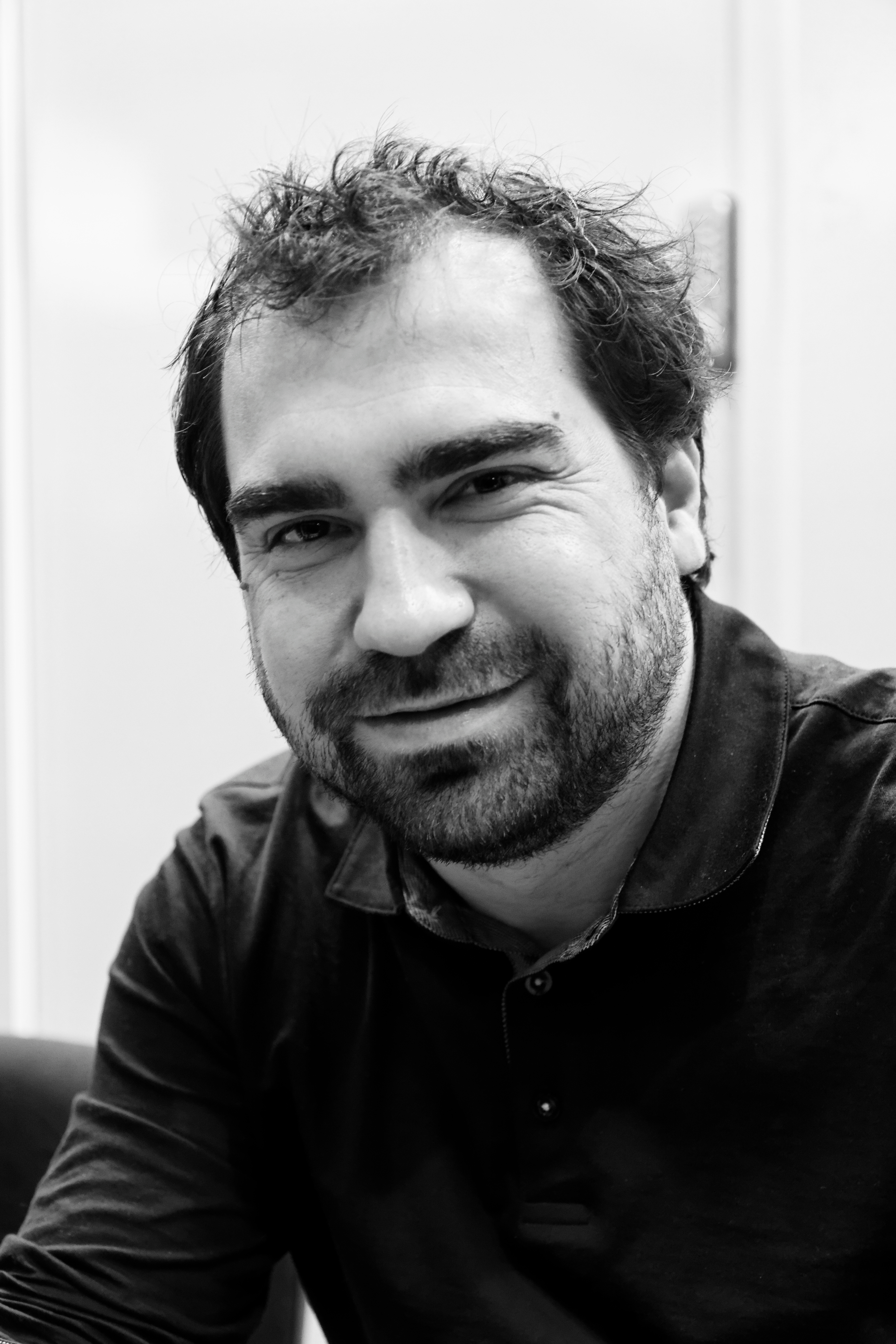
Olivier Dutto

- Henry Daguerches, (1876-1930), militaire, écrivain et poète
- César Damiani (1986), Joueur de rugby à XV
- Didier Danio (1962), ancien footballeur
- Mireille Darc (1938-2017), actrice, réalisatrice
- Georges Darrieus (1888-1979), ingénieur et scientifique
- Éric Dasalmartini (1965), est un ancien joueur de rugby à XV
- Augustin Daumas (1826-1896), homme politique
- Louis-Joseph Daumas, (1801-1887), sculpteur et médailliste
- Eugène Dauphin (1857-1930), artiste Peintre de la Marine
- Marie-Charles David de Mayrena (1842-1890), aventurier
- Eugène Delangre (1904-1970), est un ancien joueur de rugby à XV
- César Delarue (1986), est un joueur de rugby à XV
- Yann Delaigue (1973), est un joueur de rugby à XV
- Olivier Delcroix (1967), écrivain et journaliste
- Guy Deniélou, (1923-2008), officier de marine, ingénieur chercheur au CEA
- Clément Desessard (1920-2003), ingénieur
- Charles-Félix-Édouard Deshayes (1831-1905), peintre français
- Jean-Joseph de Gérin, (1702-1748), poète et scientifique
- Bruno de La Salle (1947), conteur et directeur du Conservatoire contemporain de littérature orale
- Toussaint de Lambert (1740-1799), officier supérieur de la Marine royale française
- François de Marliave (1874-1953), peintre voyageur et illustrateur
- Louis Marie de Milet de Mureau (1756-1825), homme politique
- Charles de Tournemine (1812-1873), peintre orientaliste
- Chloë des Lysses (1972), photographe
- Inès Dhaou (1988), footballeuse
- Kaba Diawara (1975), footballeur franco-guinéen
- Christophe Dominici (1972), est un ancien joueur de rugby à XV
- Jean-Pierre Dorléac (?), est un ancien costumier pour des films et des séries américains
- Cerise Doucède (1987), photographe
- David Douy (1975), joueur de rugby à XV et à sept
- Gabriel Drageon (1873-1935), peintre
- Mohamed Dridi  (1983), joueur de rugby à XV
- Raphaëlle Duchemin (1972) journaliste française de radio
- Pierre Dunoyer de Segonzac (1906-1968), directeur de l'École des cadres d'Uriage
- Michel-Ange Duquesne de Menneville (1700-1778), Gouverneur de la Nouvelle-France
- Bertrand Dutheil de La Rochère (1946), homme politique
- Olivier Dutto (1977), dessinateur et scénariste de bande dessinée

## E
- Laurent Emmanuelli (1976), est un joueur de rugby à XV
- Henri Espieux (1923-1971), poète et écrivain occitan
- Joseph Fortuné Théodore Eydoux (1802-1841), chirurgien de la Marine française
- Patrice Eyraud (1967), ancien footballeur français et entraîneur

## F

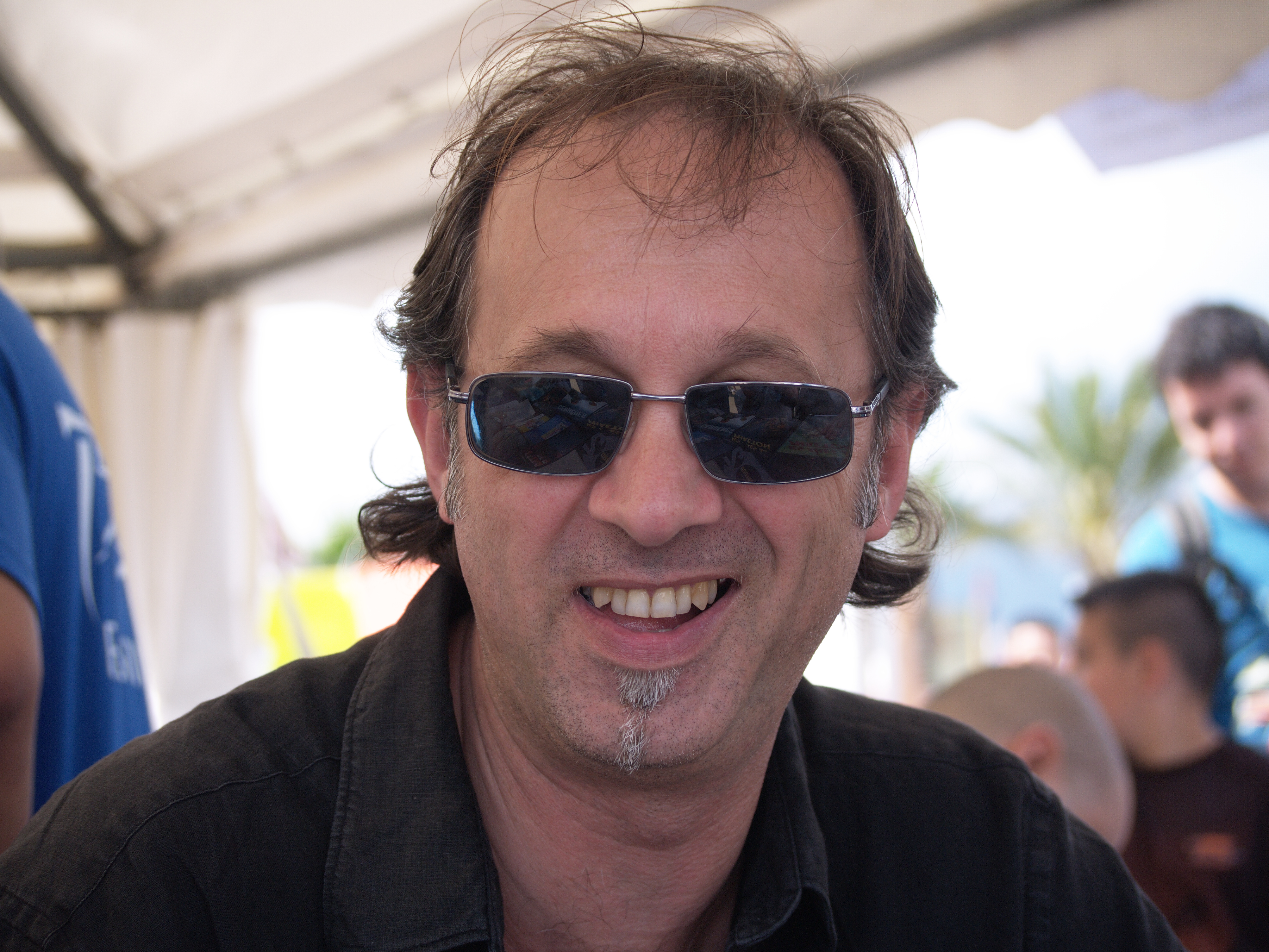
Serge Fino

- Henri Fabre (1917-1982), homme politique
- Martin Fall (1982), footballeur français
- Henry Farret (1908-1974), général français, Compagnon de la Libération
- Alexandre Favre (1911-2005), ingénieur et physicien
- Louis Féral (1830-1889), homme politique
- Maurice Ferrano (1909-1981), militaire et résistant français, Compagnon de la Libération
- Georges Finaud (1896-1975), écrivain, éditeur et journaliste français (Revue des Deux Mondes, 1947).
- Serge Fino (1959), dessinateur de bandes dessinées
- Marcel Florein (1914), pilote de l'escadrille Malraux en Espagne, résistant et pilote des FAFL
- Fabien Fournier (1982), réalisateur, acteur, scénariste, postproducteur, écrivain et scénariste de bande dessinée
- Jean Fournier (1935), ancien footballeur
- Patrice Franceschi (1954), aventurier français
- Antoine Alexandre Auguste Frémy (1816-1885), peintre officiel de la Marine

## G

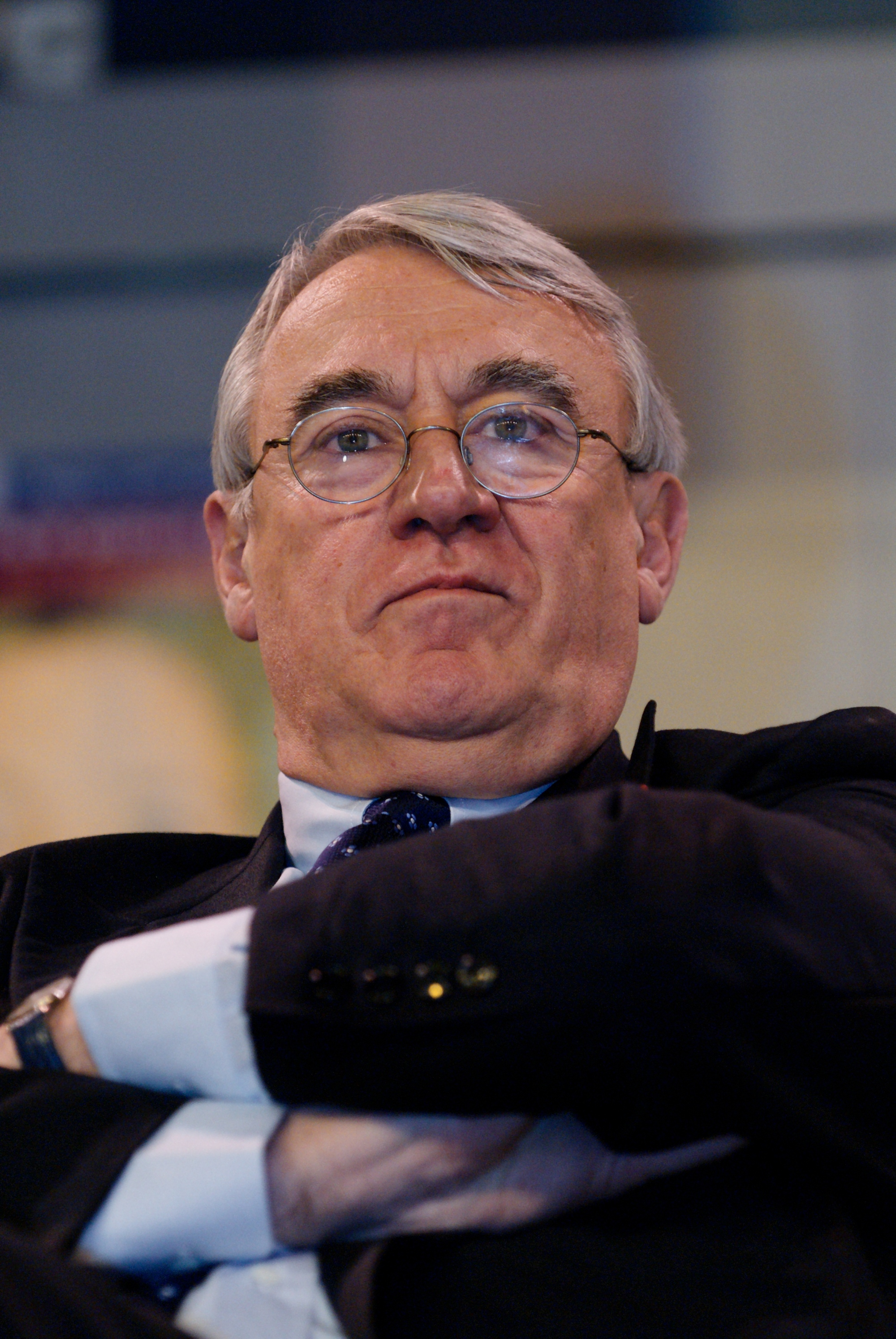
Claude Goasguen

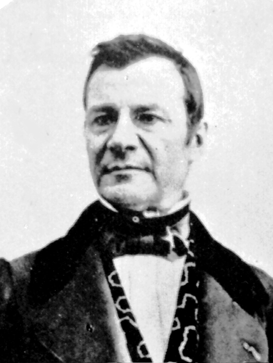
Félix Édouard Guérin-Méneville

- Robert Gaïa (1949), homme politique
- Octave Gallian (1855-1918), peintre
- Jérôme Gallion (1955), est un ancien joueur de rugby à XV
- Gustave Garaud (1844-1914), peintre
- Pierre Gatier (1878-1944), peintre et graveur aquafortiste
- Célestin Gavoty (1772-?), militaire français
- Patrice Gélard (1938-2020), juriste et homme politique
- David Gérard (1977), joueur de rugby à XV
- Jean Joseph de Gérin (1702-1748), poète et scientifique
- Anthony Giacobazzi (1988), joueur de rugby à XV
- Charles Ginoux (1817-1900), peintre
- Jean Giraudeau (1916-1995), chanteur lyrique et chef d'orchestre
- Stéphane Giusti (1964), réalisateur
- Claude Goasguen (1945), homme politique
- Denis Goavec (1957), ancien footballeur
- Elsa Godart (1978), docteure en philosophie et en psychologie
- Anne Golon (1921), écrivain
- David Gomis (1992), footballeur
- Nine Gorman (1990), vidéaste et romancière
- Pierre-Alain Goualch (1973), pianiste de Jazz
- Jean Graglia (1931), directeur de la photographie
- Valéry Grancher (1967), artiste et intellectuel
- Jacques Le Goff,  historien
- Louis Marius Eugène Grandjean (1811-1889), peintre et littérateur français
- Louis Gras (1901-1986), coureur cycliste français
- Olivier Grimaud (1986), joueur de rugby à XV
- Jean-Louis Gruarin (1965), ancien joueur de rugby à XV
- Jean-Baptiste Paulin Guérin (1783-1855), peintre
- Félix Édouard Guérin-Méneville (1799-1874), entomologiste
- Lange Guglielmo (1839-1917), sculpteur
- Jean Guidoni (1952), chanteur
- Amédée Henri Guillemin (1860-1941), général de division
- Denis Guiot (1948), critique littéraire et éditeur français
- Emmanuel Guttierez (1970), acteur

## H

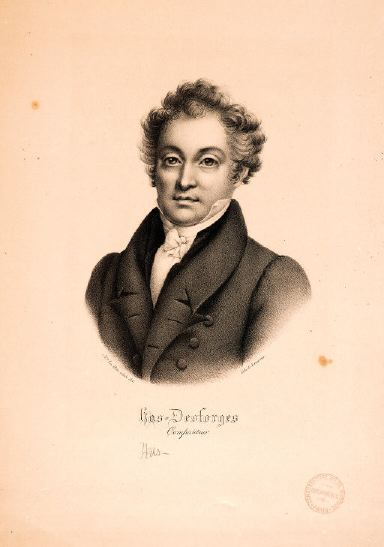
Pierre-Louis Hus-Desforges

- Razzy Hammadi (1979) homme politique
- Fernand Hauser (1869-1941), écrivain et journaliste
- Édouard Marie Heckel (1843-1916), botaniste et médecin français
- Privat Agathon Benjamin Arthur Hennique (1844-?), officier supérieur de la Marine française
- Fabien Henry (1979), marin et skipper
- Benoît Lucien Hercule (1846-1913), sculpteur
- Bernard Herrero (1957), ancien joueur de rugby à XV
- Fanny Herrero (1974), scénariste et fille de l'ex-joueur et ex-entraîneur du RCT, Daniel Herrero
- Jean d'Hers (1910-1945), résistant, Compagnon de la Libération
- Robert Honde (1942-2003), homme politique
- Jean-François Honnorat (1802-1877), avocat, négociant et ancien maire de Marseille.
- Joseph Louis Hubac (1776-1830), sculpteur
- Pierre Hubac (1894-1964), écrivain, historien
- Jean-Pierre Hugon (1946), ancien footballeur
- Jessica Hugues (1994), karatéka française
- Étienne Hugues Rose (1812-?), général de division
- Christiane Hummel (1942), femme politique française
- Sophie Hus (1758-1831), danseuse
- Pierre-Louis Hus-Desforges (1773-1838), violoncelliste, chef d'orchestre et compositeur

## I
- Igwal (1950-2000), auteur de bande dessinée
- Clément Imbert (1988), joueur de rugby à XV

## J

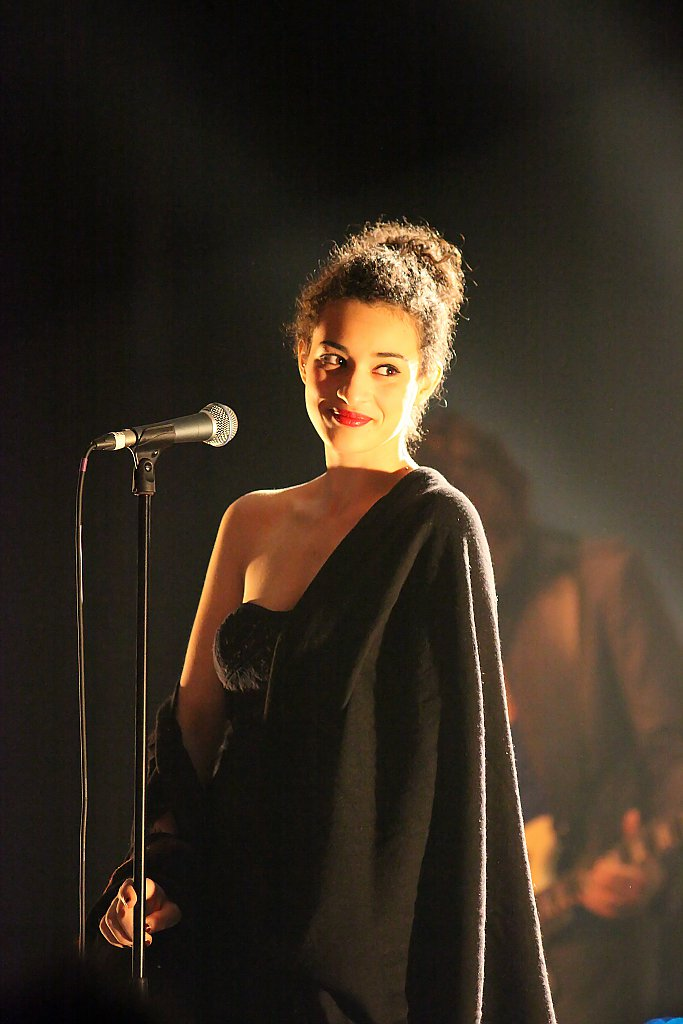
Camélia Jordana

- David Jaubert (1968), ancien joueur de rugby à XV
- François Thomas Jaume (1750-1800), député du tiers aux États généraux de 1789.
- Loïc Jean-Albert (1978), parachutiste
- Pascal Jehl (1965), ancien joueur de rugby à XV
- Jean-François Joanny (1956), physicien
- Maryse Joissains-Masini, (1942), femme politique, députée-maire d'Aix-en-Provence
- Camélia Jordana, (1992) chanteuse
- Louis Jourdan (1810-1881), éditeur de presse et journaliste
- Elisabeth Joyé, claveciniste française
- André Jubelin (1906-1986), amiral
- A.-M. Julien (1903-2001), comédien et chanteur
- Sandra Julien, (1950) actrice
- Simon Julien (1735-1800), peintre

## K
- Claire Karm (1958), poétesse
- Jean-Claude Kella (1945), figure de la French Connection
- Maylis de Kerangal (1967), écrivain français, Prix Médicis 2010
- Florence Klein (1955), journaliste et présentatrice météo
- Henri Komatis (1921-1986), architecte, peintre et sculpteur
- Kungs (1996), DJ, musicien et producteur

## L

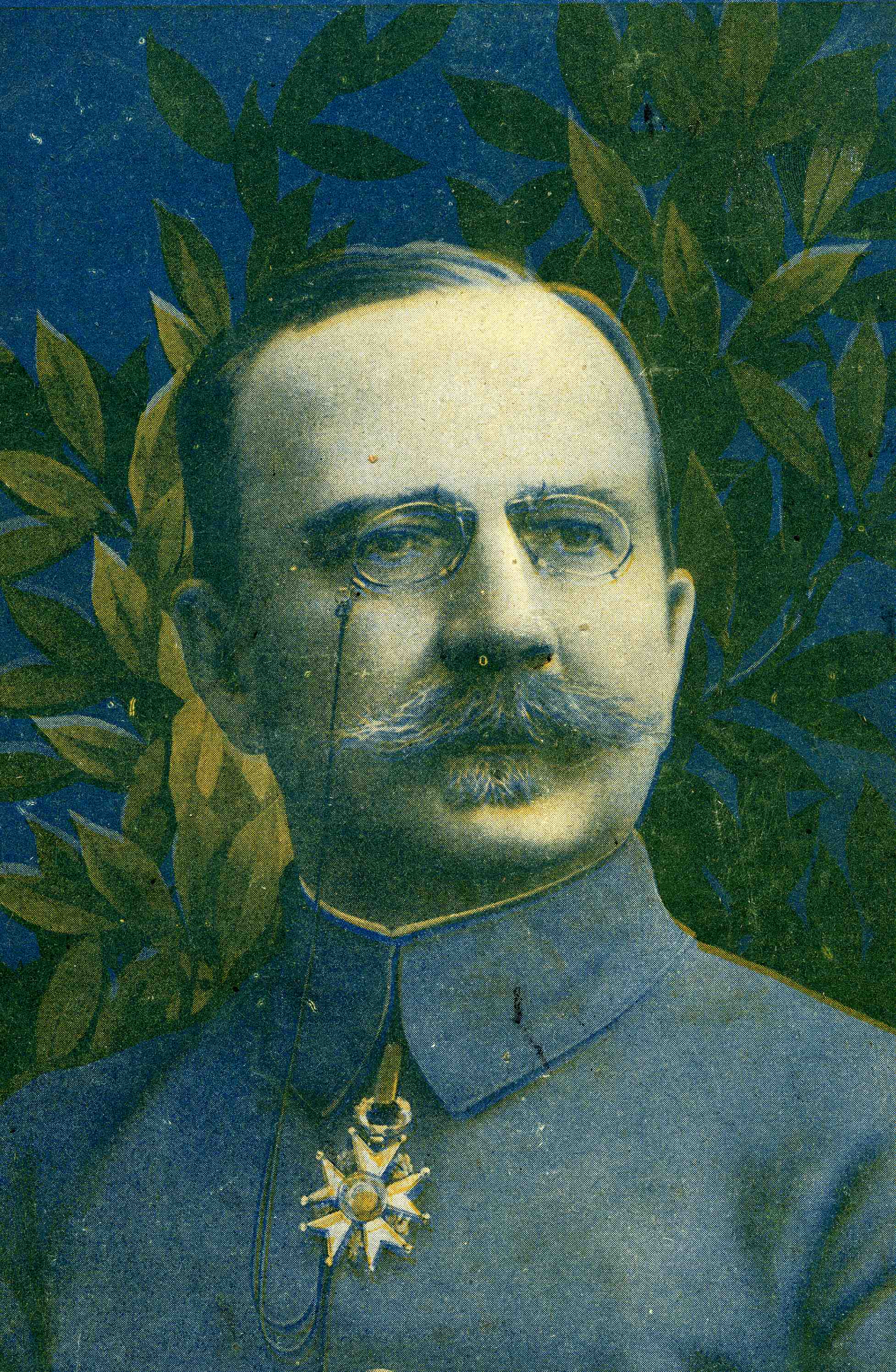
Henri Linder

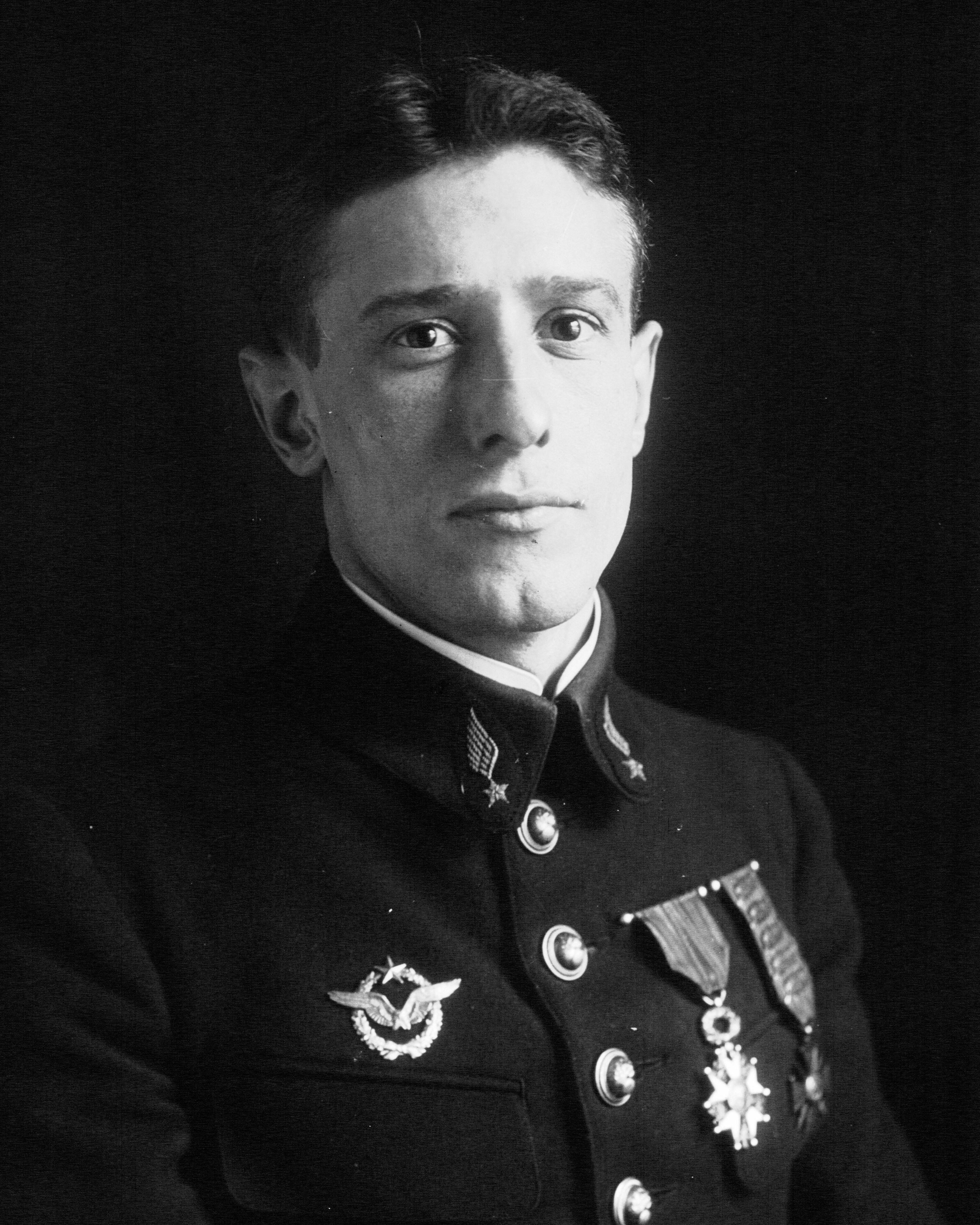
Jean Loste

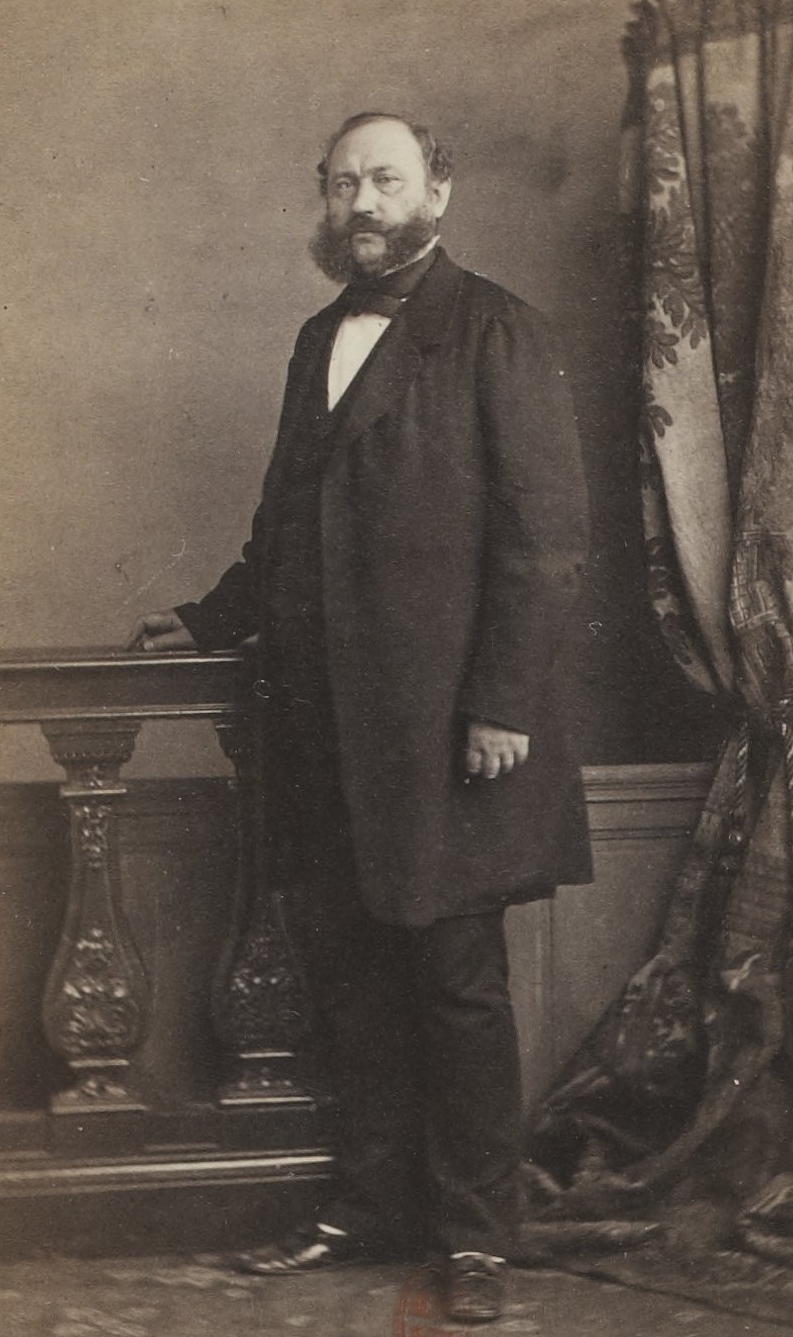
Aimé Lescoat de Kervéguen

- Georges Labica (1930-2009), philosophe
- Jean Labrosse (1898-1984), homme politique
- Florian Lacassie (1990), joueur de volley-ball
- Gabriel Lainé (1975), joueur de rugby à XV suisse
- François Lambert (?-1837), militaire
- Charles Pierre de Lamer (1753-1812), militaire et homme politique français des XVIIIe et XIXe siècles.
- Jacques Lanxade (1934), ancien amiral de la Marine et chef d'État-Major
- Jean Nicolas Laugier (1785-1875), peintre français, graveur et illustrateur
- Joseph-François Laugier (1828-1901), numismate
- Barbara Laurent (1983), auteur interprète
- Frédérique Laurent Naldini (1960,écrivain, traductrice littéraire.
- Barthélemy Lauvergne (1805-1871), peintre orientaliste
- Ève Lavallière (1866-1929), comédienne de théâtre
- Alexandre Elzéar Layet (1840-1916), médecin principal de la Marine, spécialiste en santé publique et médecine sociale.
- Édouard Le Bellégou (1903-1972), homme politique et ancien maire de Toulon
- Jean-Pierre Le Boul'ch (1940-2001), artiste peintre
- Grégory Le Corvec (1977), est un joueur de rugby à XV
- Jack-Alain Léger (1947-2013), romancier et chanteur français
- Jacques Le Goff (1924-2014), historien
- Jérôme Le Moigne (1983), footballeur
- Eugène Le Moignic (1875-1947), homme politique
- Jean-Michel Leniaud (1951), universitaire et historien de l'art français
- Laurent Lenne (1968), auteur-compositeur-interprète
- Aimé Lescoat de Kervéguen (1811-1868), homme politique
- Hervé Le Treut (1956), climatologue
- Pierre Letuaire (1798-1885), dessinateur
- Vincent Lévêque (1974), illustrateur
- Paul Levéré (1875-1949), peintre
- Guillaume Liabeuf (1984), joueur de rugby à XV
- Marc Libbra (1972), ancien joueur de football
- Henri Linder (1859-1945), général de division français
- Serge Livrozet (1939), écrivain
- Jean-Marc Lofficier (1954), scénariste et animation de comics, traducteur de roman
- Jean Lombard (1854-1891), syndicaliste et écrivain
- Sylvain Loosli (1986), joueur professionnel de poker
- Jean-Hervé Lorenzi (1947), économiste
- Jean Loste (1894-1960), As de la Première Guerre mondiale.
- Thierry Louvet (1962), est un ancien joueur de rugby à XV

## M

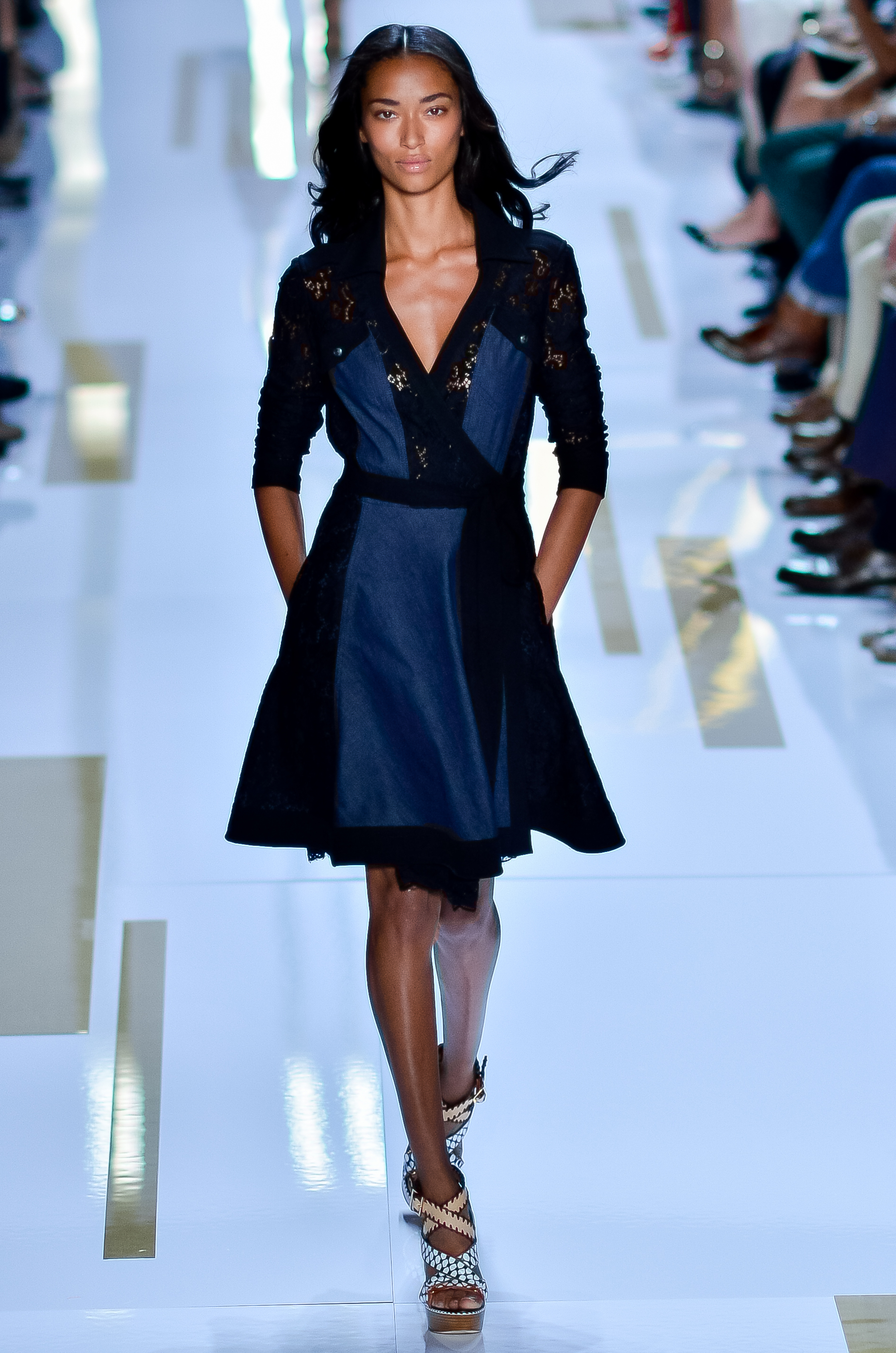
Anais Mali

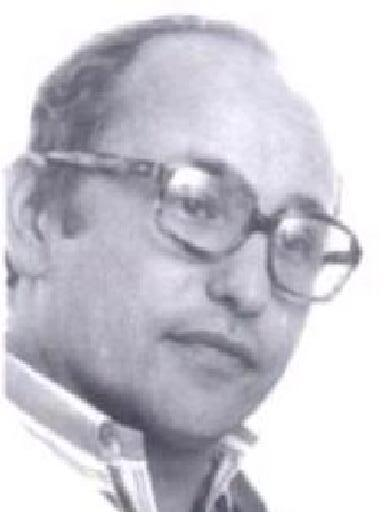
Philippe Maupas

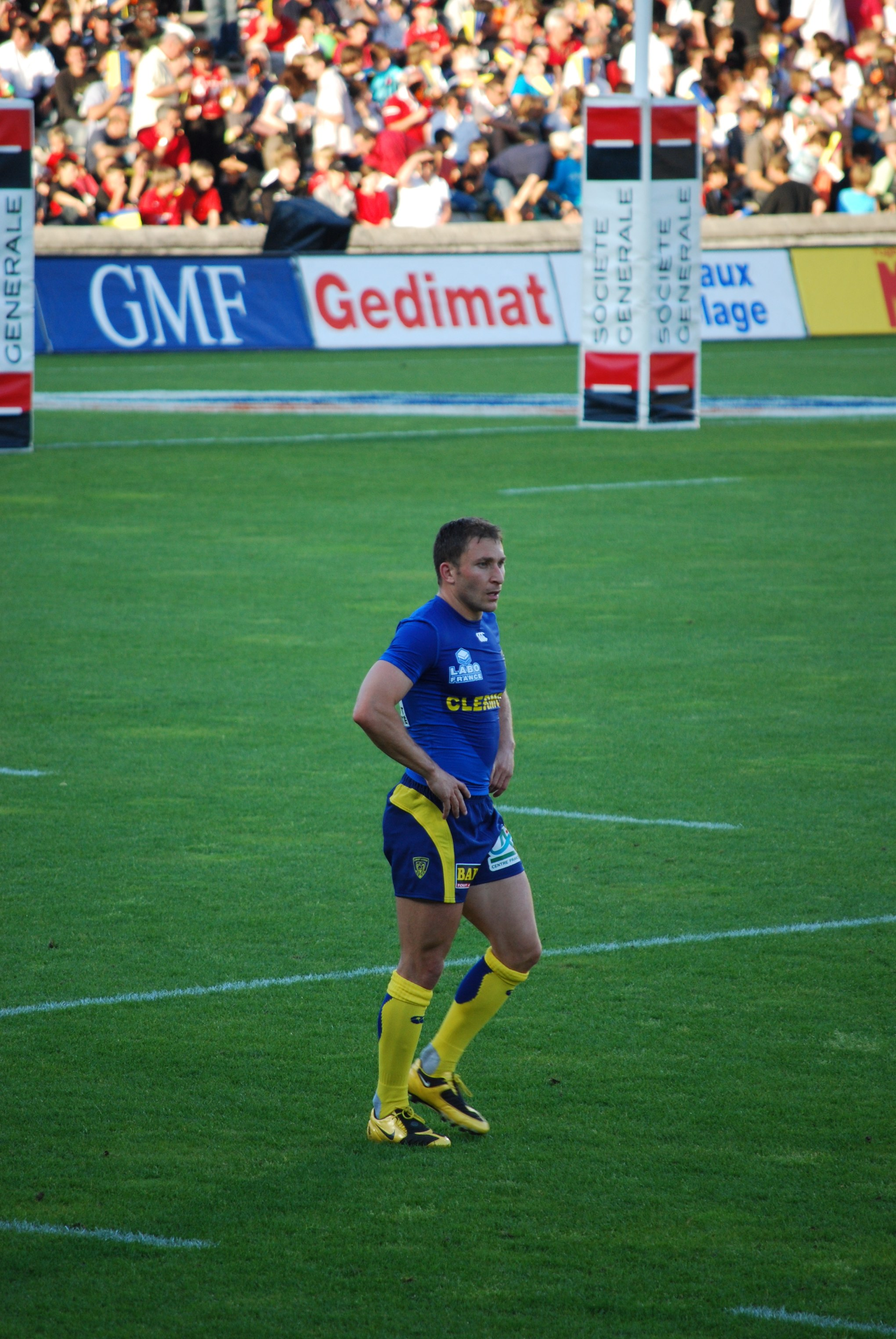
Pierre Mignoni

- Edmond Magendie (1912-2000), militaire, fonctionnaire et homme politique
- Thierry Magnaldi (1962), pilote moto
- Xavier de Maistre (1973), harpiste
- Jean-Baptiste Malet (1987), journaliste d'investigation
- Anais Mali (1991), mannequin
- José Mange (1866-1935), peintre
- Yves Mangione (1964), joueur de football
- Isabelle Manucci (1964), joueuse de football
- Christophe Maraninchi (1983), joueur de football
- Colette Mareuil (1914-1991), actrice
- André-Toussaint Marquezy (1761-1836), révolutionnaire
- André Marquis (1883-1957), amiral connu pour son rôle lors du sabordage de la flotte à Toulon
- André Martel (1893-1976), écrivain et poète
- Laurent Martin (1959), compositeur français de musique contemporaine
- Jules Martin de Roquebrune (1808-1881), officier général de marine et ancien maire de Toulon
- Raymond Maufrais (1926-1950), explorateur
- Christine Maugüé (1963), haut fonctionnaire et universitaire
- Philippe Maupas (1939-1981), virologue français connu pour avoir mis au point le premier vaccin contre l'hépatite B
- Auguste Maurel (1841-1899), ancien député du Var, sous-préfet à Toulon et Lodève
- Micheline Maurel (1916-2009), écrivaine et poétesse
- Olivier Maurel (1937), écrivain
- Benoit Maurice (1971), joueur de football
- Charles Mayol (1863-1910), éditeur et frère ainé de Félix Mayol
- Félix Mayol (1872-1941), chanteur
- Anne-Fatoumata M'Bairo (1993-), judokate française.
- Richard McClintock (1966), ancien joueur de rugby à XV
- Simone Melchior (1919-1990), épouse et partenaire de l'explorateur Jacques-Yves Cousteau
- Robert Mendoze (1930-2014), peintre
- Alexandre Mendy (1994), joueur de football
- Mehdi Merabet (1985), joueur de rugby à XV
- Pierre Michel (1942), professeur agrégé de lettres et un universitaire spécialiste de l'écrivain français Octave Mirbeau
- Victor Micholet (1850-1920), homme politique et ancien maire de Toulon
- Pierre Mignoni (1977), joueur de rugby à XV
- Marcel Migozzi (1936), poète
- Louis Marie de Milet de Mureau (1751-1825) ,général des armées de la République.
- François Missoffe (1919-2003), homme politique
- Jacques Mitsch (1956), réalisateur
- Sébastien Mongin (1978), handballeur professionnel
- Yves Monteggiani (1907-1965), résistant français, Compagnon de la Libération.
- Marc Moreno (1968), dessinateur et coloriste de bandes dessinées
- Hervé-Marcel Mouneyrès (1899-1927), officier de marine et pilote de l'aéronautique
- Robert Mouynet (1930), joueur de football
- Alain Mucchielli (1947), médecin de santé publique et lauréat 1997 du Prix Rolleston

## N
- Georges de Nantes (1924-2010), prêtre catholique
- Pierre Neubert (1952), ancien footballeur
- Jean-Christophe Nivière (1977), joueur de basket-ball
- Joseph-François de Noble du Revest, officier de marine français
- Lauriane Nolot (1998), kitesurfeuse
- Frédéric Noto (1973-2001), boxeur français
- Fabien Nivière (1972), philosophe

## O

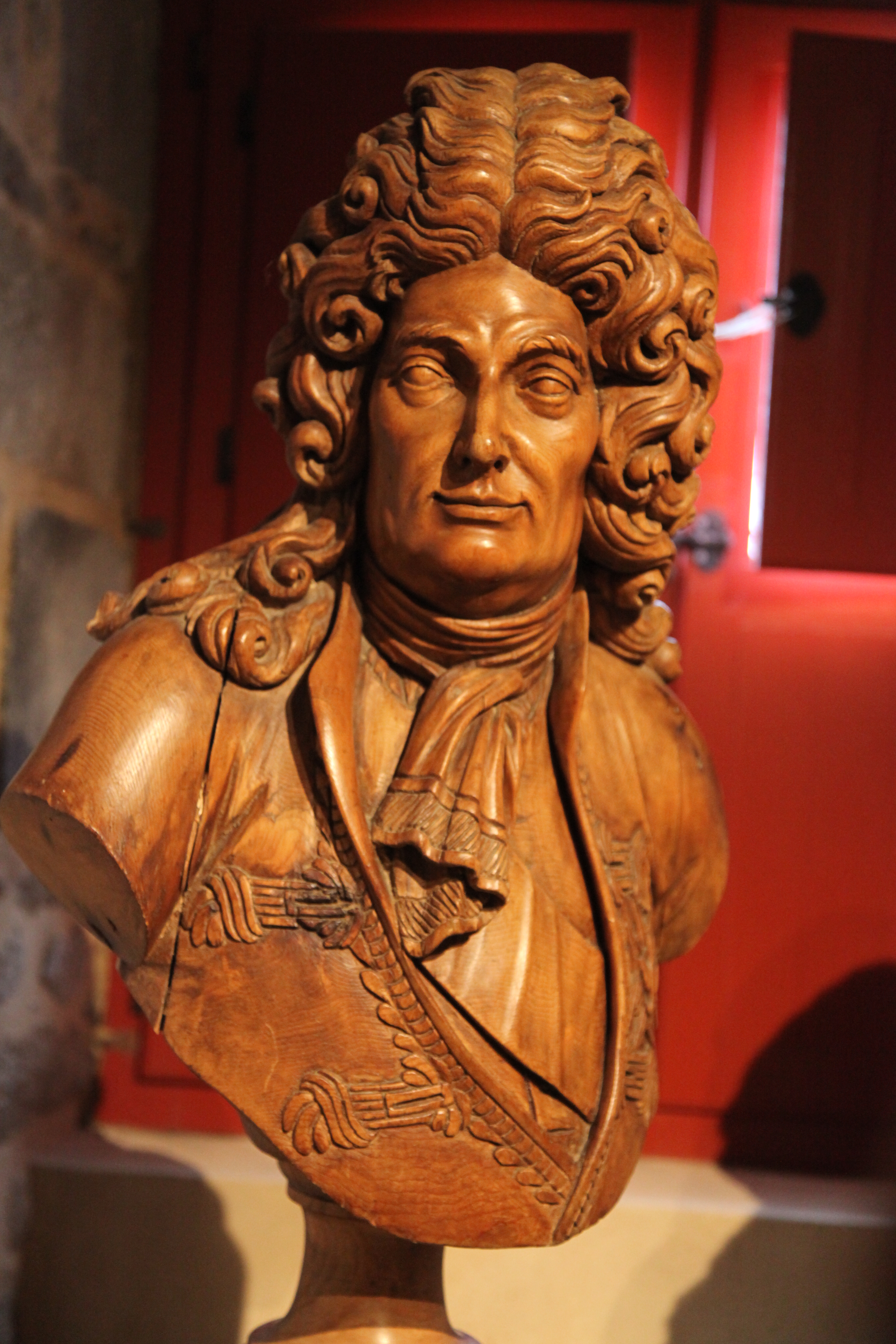
Blaise-Joseph Ollivier (Musée national de la Marine, Brest)

- Blaise-Joseph Ollivier (1701-1746), ingénieur maritime
- Démosthène Ollivier (1799-1884), homme politique
- Alban Orsini (1980), écrivain et critique de théâtre
- Joseph Ortolan (1802-1873), jurisconsulte
- Mireille Ozy (1927-1986), comédienne

## P

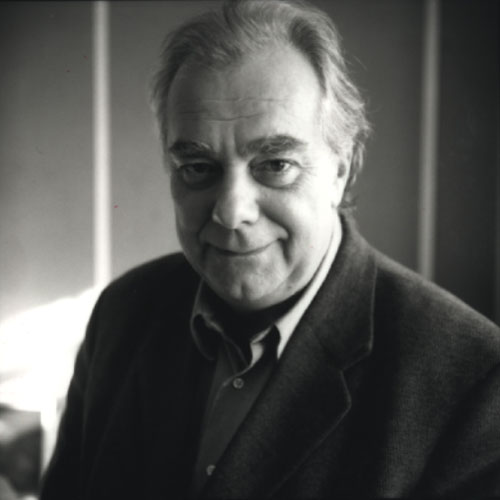
Denis Poncet

- Jean-Claude Paix (1945), homme politique français
- Augustin Panon (1664-1749), colon français
- Famille Panon Desbassayns de Richemont, riche et puissante famille de l'île Bourbon
- Jérémy Parodi (1987), boxeur
- Sabine Paturel (1965), chanteuse comédienne
- Franck Pedretti (1972), journaliste sportif, animateur, réalisateur et producteur de télévision
- Etienne Pelabon (1745-1808), écrivain d'expression occitane
- Jean-Marie Pélaprat (1927-1995), scénariste de bande dessinée et journaliste
- Christophe Pellet (1963), dramaturge
- Gabriel Péri (1902-1941), homme politique français et résistant
- Luc Perino (1947), médecin, essayiste et romancier
- Pascal Perletto (1961-2011), membre du crime organisé
- Georges Perpes (1953), comédien, metteur en scène
- Antoine Perrot (1953), artiste plasticien contemporain
- Marie-Marguerite Petetin (1933), peintre et graveuse
- Pons Peyruc (1813-1893), homme politique
- Jean Pezous (1815-1885), peintre
- Maxime Piolot (1949), artiste
- Serge Plagnol (1951), peintre
- Denis Poncet (1948-2014), producteur, réalisateur et acteur
- Charles Poncy (1821-1891), poète
- Jacques Poujol (1922), professeur et écrivain
- Jean-Luc Pouliquen (1954), poète et écrivain
- Jérôme Prior (1995), gardien de but
- François Puget (1651-1707), peintre baroque

## Q

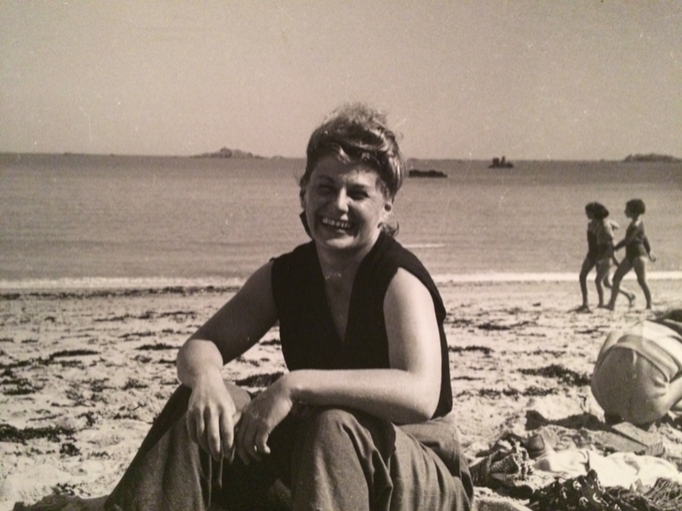
Janine Quiquandon

- Janine Quiquandon (1920) éditrice et résistante

## R

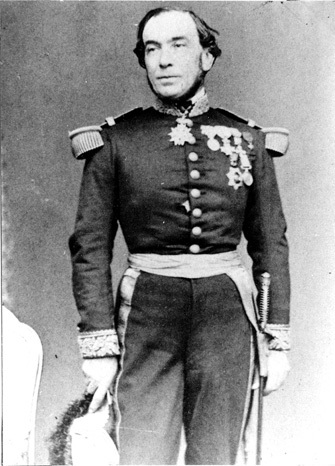
Pierre-Gustave Roze

- Jules Muraire dit Raimu (1883-1946), acteur et vedette de music-hall
- André Raynaud (1937), claveciniste
- Jean-Claude Renard (1922-2002), écrivain et poète
- Pierre-Jean Rey (1946), photographe, documentariste et scénariste
- Paul Rimbaud (1906-1940), résistant français, Compagnon de la Libération
- Dominique Ristori (1952), haut fonctionnaire européen
- Johnny Rives (1936), journaliste sportif
- Paul Robin (1837-1912), pédagogue et fondateur de la Ligue pour la Régénération humaine
- Jean Roch (1975), disc-jockey, « jet-setteur » et entrepreneur
- César Antoine Roize (1761-1801), général de brigade
- Claude Roize  (1768-1847), général de brigade
- René Romet (1936), pilote d'hélicoptère
- Laurianne Rossi (1984), femme politique
- Brigitte Roüan (1946), actrice et réalisatrice
- Léonce Rousset (1850-1938), militaire et écrivain
- Yvan Roux (1965), est un ancien joueur de rugby à XV
- Lionel Royer-Perreaut (1972), député des Bouches-du-Rhône, maire des 9e et 10e arrondissements de Marseille
- Bibi Rovère (1939-2007), contrebassiste
- Charles Roviglione (1912-1993), ancien joueur et entraîneur de football
- Pierre-Gustave Roze (1812-1883), amiral français
- Marcel Rufo (1944), pédopsychiatre
- Jean-Philippe Ruggia (1965), ancien pilote de vitesse moto

## S

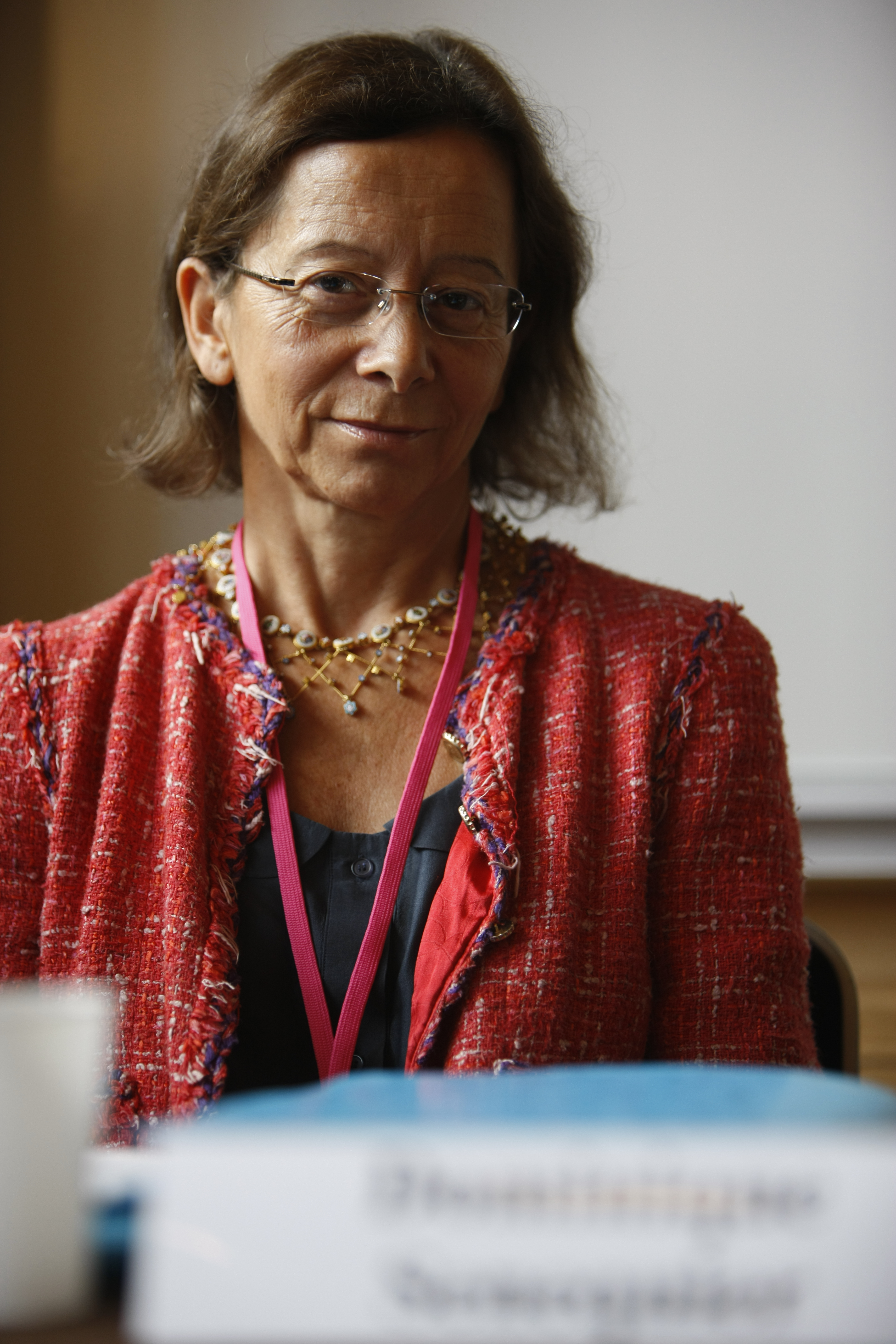
Dominique Senequier

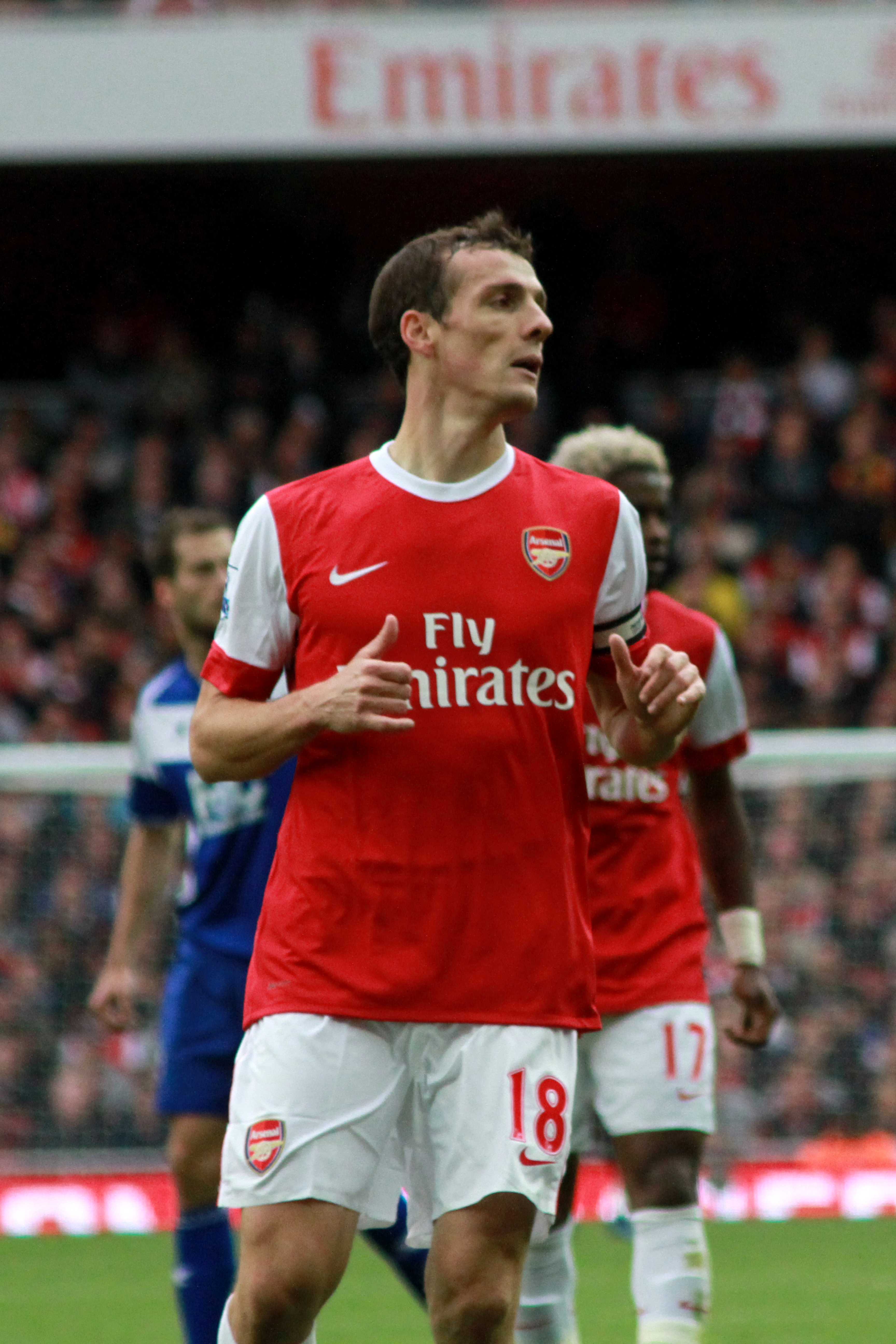
Sébastien Squillaci

- Léon Sabatier (1891-1965), peintre et fresquiste
- Bastien Salabanzi (1985)
- Matthieu Sans (1988), footballeur français
- Joseph-François Salomon (1649-1732), violiste et compositeur
- Didier de Saint-Jaille (?-1536), 46e grand maître de l'ordre des Hospitaliers de Saint-Jean de Jérusalem
- Michel Sappa (1949), ancien joueur de rugby à XV
- Valentin Sardou (1868-1933), comédien
- Sandrine Sarroche (1969), humoriste
- René Sarvil (1901-1975), acteur
- Cyril Saulnier (1975), joueur de tennis
- Honoré Sausse (1891–1936), sculpteur
- Philippe Sauton (1964), ancien joueur de rugby à XV
- Philippe Sauve (1974), écrivain français et cinéaste
- Brigitte Sauzay, (1947-2003), interprète d'allemand
- Jean-Pierre Savelli (1949) alias Peter de Peter et Sloane, chanteur
- Marc Schalk (1973), joueur français de volley-ball
- Maurice Schwartz (1887-1967), homme politique
- Thibault Scotto (1978), footballeur
- Bernard Sénéquier, (1784-1868), peintre et sculpteur français
- Dominique Senequier, (1954), femme d'affaires française et présidente du directoire d'AXA Private Equity
- Émilie Silbande (1981), joueuse de basket-ball
- Bernard Simondi (1953), ancien footballeur, devenu entraîneur
- Sébastien Soulas (1972), footballeur
- Sébastien Squillaci (1980), footballeur
- Alain Suby (1943), peintre, sculpteur et graveur
- Fulcrand Suchet (1812–1883), homme politique

## T

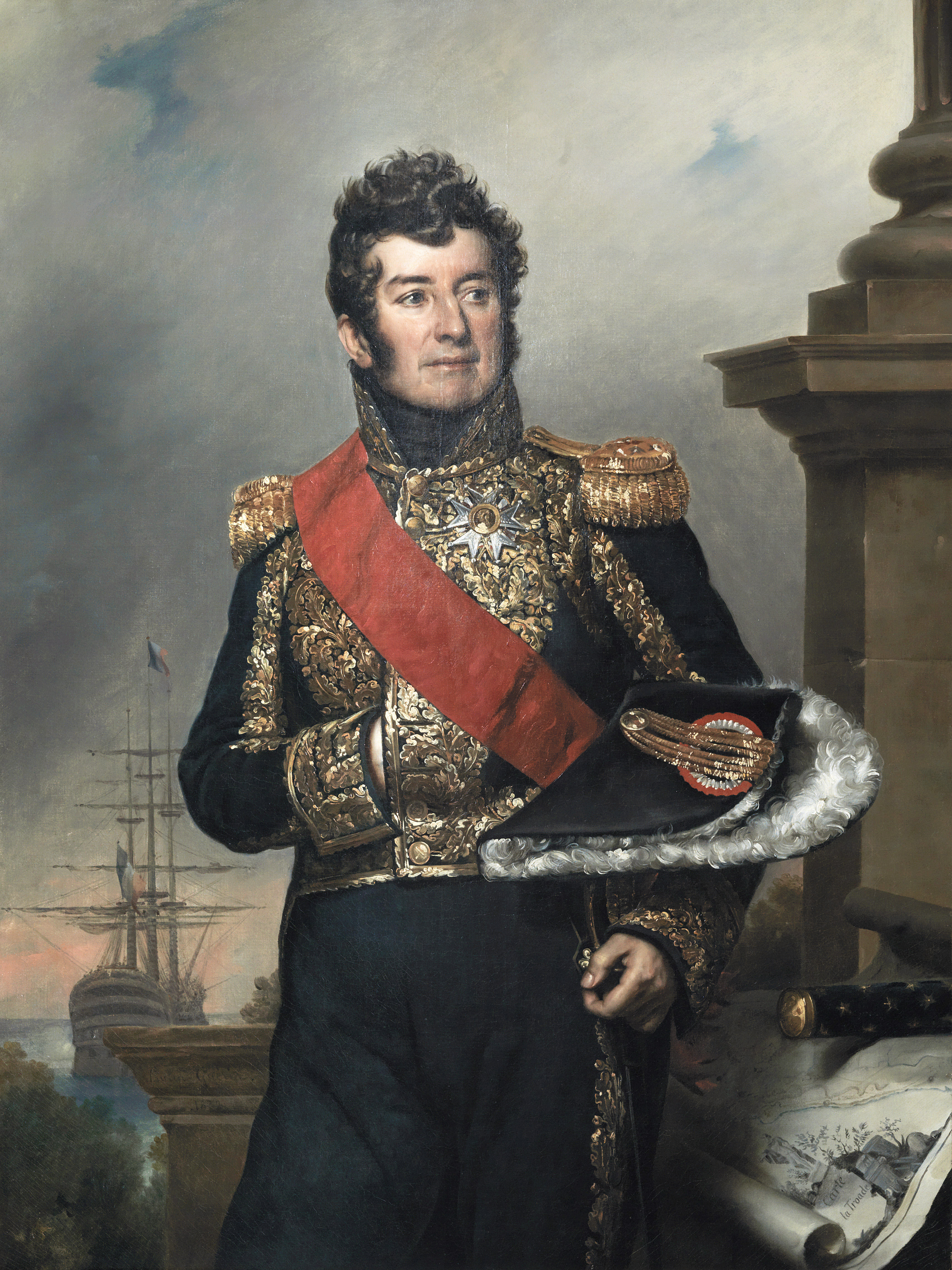
Laurent Truguet

- Paolo Ignazio Maria Thaon di Revel (1888–1973), escrimeur et homme politique italien
- Didier Tarquin (1967), dessinateur et scénariste de bande dessinée
- Jean Jacques François Taurel (1757-1832), peintre
- Patrice Teisseire (1973), est un ancien joueur de rugby à XV
- Janine Teisson (1948), romancière
- Évelyne Terras (1944-2012), joueuse de tennis
- Jean Boniface Textoris (1773-1828), chirurgien, médecin en chef de la Marine impériale
- Charles Jules Adolphe Thanaron (1809-1886), capitaine de frégate, membre de l'expédition Dumont d'Urville.
- Jean-Michel Thibaux (1949-2015), romancier
- Marius Toudoire (1852-1922), architecte des Gares de Lyon à Paris, de Toulouse-Matabiau, de Saint-Jean à Bordeaux
- Jacques Tournier (1922), écrivain et traducteur
- Jean Tournier (1926-2004), directeur de photographie
- Patrick Tringale, écrivain et scénariste
- Laurent Truguet (1752-1839), amiral de la Marine de la République et de l'Empire y est né et décédé
- Jean-Noël Turcat (1935), amiral
- Andrée Turcy (1891-1974), actrice et chanteuse
- Bernard Turreau (1672-1731), sculpteur

## U
- Pascal Urien, (1957) enseignant-chercheur

## V

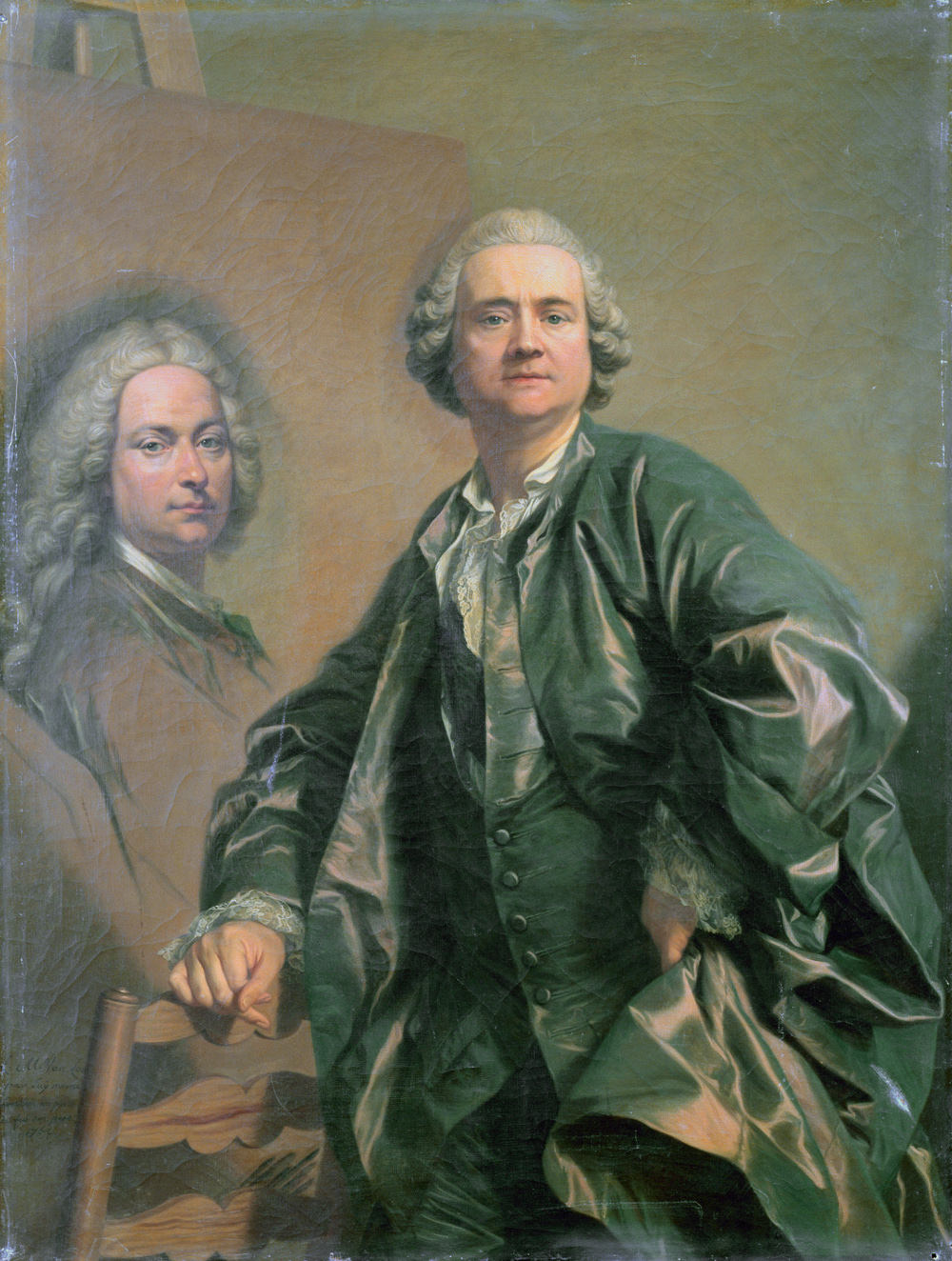
Louis-Michel van Loo

- Louis Valray (1896-1972), réalisateur
- Christine Vanparys (1978), joueuse de handball
- Louis-Michel Van Loo (1707-1771), peintre
- Léon Vérane (1886-1954), poète
- Michel Vergé-Franceschi (1951), historien et écrivain
- Jean-Joseph Verguin (1701-1777), ingénieur et géographe
- Jean Véronis (1955-2013), universitaire et blogueur
- Pierre Vandier 1967, militaire français
- Michel Joseph de Vialis (1729-1802), député de la noblesse de la sénéchaussée de Toulon aux États généraux de 1789.
- Jean Vitel (1912-2003), homme politique
- Philippe Vitel (1955), homme politique
- Jean-Baptiste Adolphe Vivielle (1875-1922), officier de marine français.
- Pierre-Jacques Volaire (1729-1799), peintre français de paysage
- Marc Vuillemot (1957), est un professeur et homme politique

## W

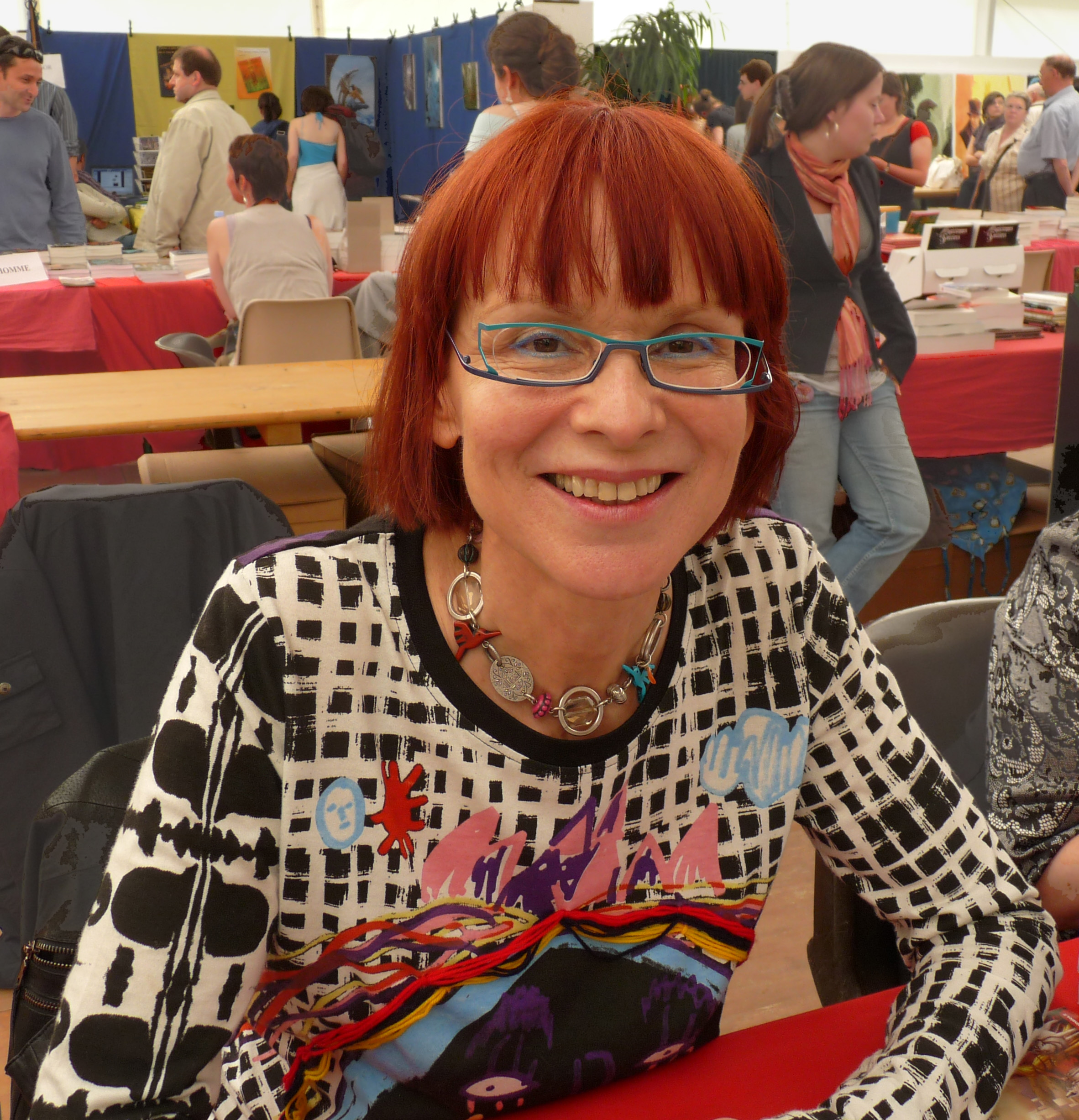
Joëlle Wintrebert

- Joëlle Wintrebert (1949), écrivain
- Paulette Wright (1989-2018), chanteuse et comédienne

## Y
- Alexandre-Urbain Yvan (1765-1839), chirurgien de Napoléon Ier

## Z

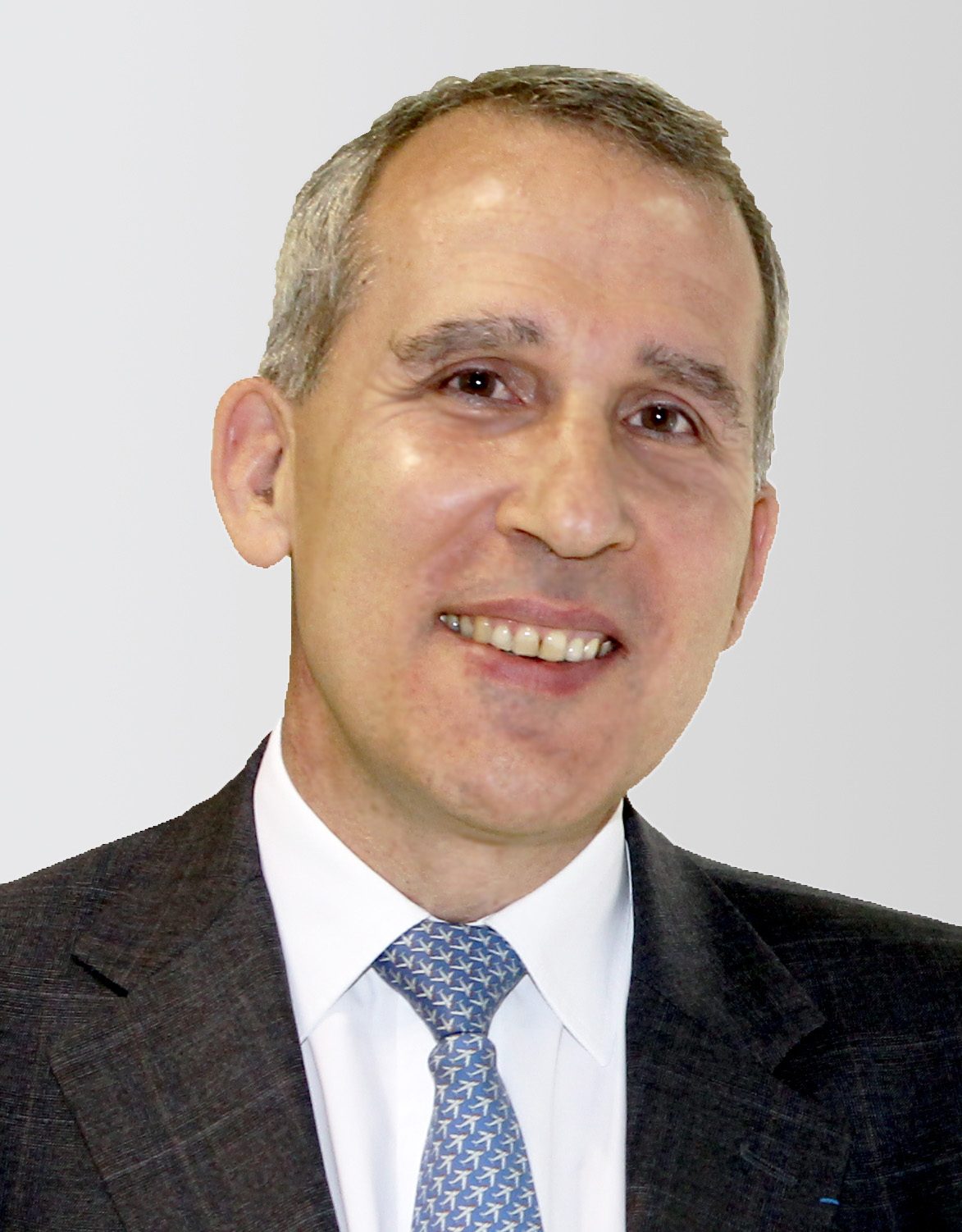
Olivier Zarrouati

- Olivier Zarrouati (1958), ingénieur et chef d'entreprise
- Gilles Zerlini (1963), écrivain, poète et nouvelliste
- Michel Zunino (1889-1958), homme politique et résistant